# Vánoce
Vánoce jsou křesťanské svátky připomínající narození Ježíše Krista, historicky navazující na pohanské oslavy zimního slunovratu jako symbolu znovuzrození Slunce.
Hlavní svátek (Narození Páně čili Boží hod vánoční) připadá na 25. prosince. Předchází mu doba adventní končící Štědrým dnem jako příprava na vlastní svátek, následuje doba vánoční trvající v římskokatolické církvi do neděle po 6. lednu, před druhým vatikánským koncilem do Hromnic 2. února, v jiných západních církvích do svátku Zjevení Páně (6. ledna). Ve většině pravoslavných církví se datum svátků stanovuje podle juliánského kalendáře, takže datum 25. prosince v současnosti připadá na gregoriánský 7. leden. První zmínky o křesťanském slavení Vánoc pocházejí z 2. století, pevné datum 25. prosince je doloženo ze 4. století z Říma.
K Vánocům se pojí množství lidových zvyků jako koleda, jesličky (betlém), vánoční cukroví a vánoční dárky, které podle české tradice nosí Ježíšek. V 19. století se v Česku začal rozšiřovat také původně protestantský zvyk zdobení vánočního stromku. Ve 20. a 21. století se Vánoce v mnoha zemích chápou především jako svátky pokoje, rodiny a lásky a lidé je slaví v rodinách bez ohledu na náboženské vyznání. Zvyku dávat dárky hojně využívá obchod a reklama.

## Původ slova

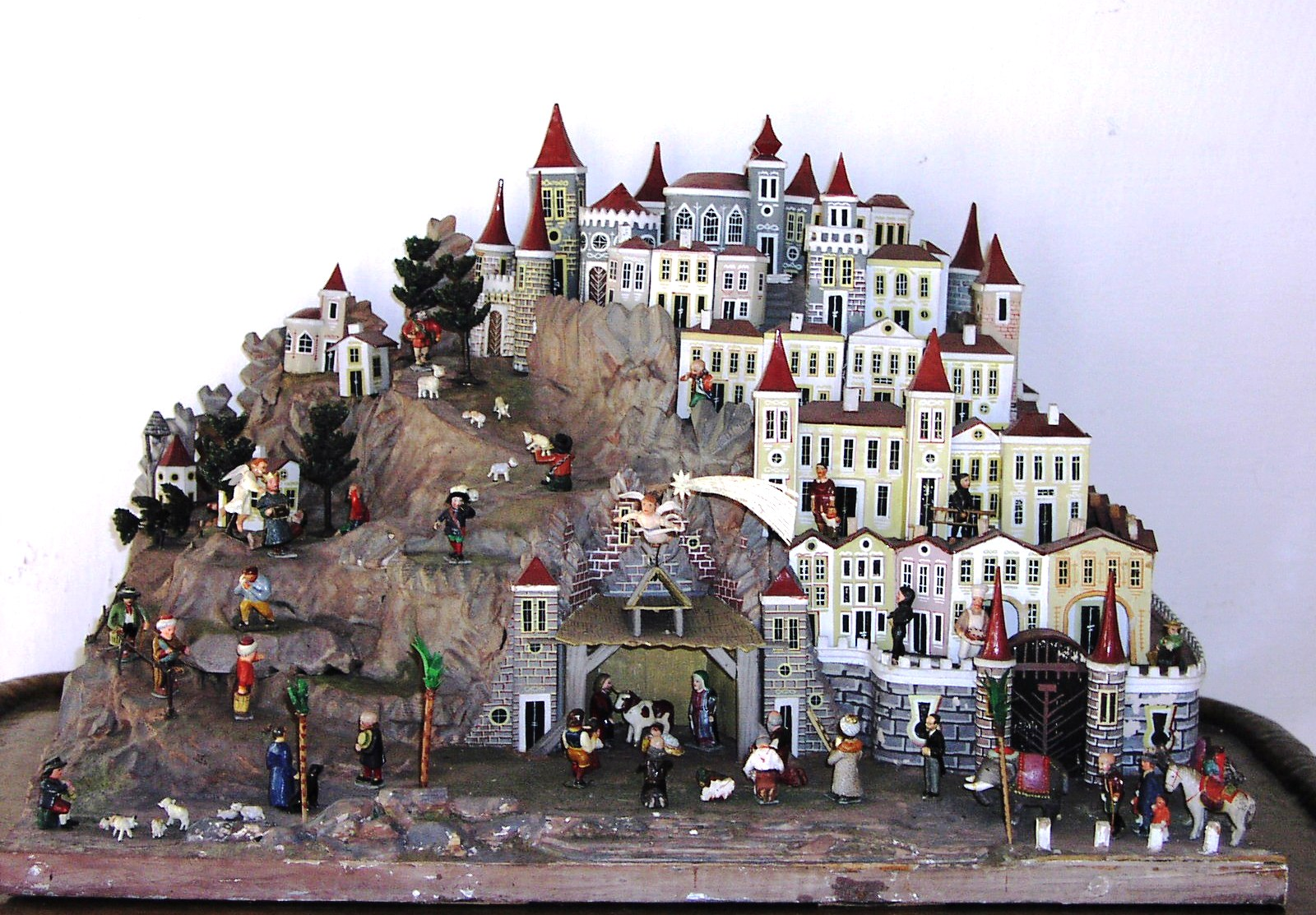
Jesličky z východních Čech, 19. století

Slovo Vánoce patrně pochází ze staroněmeckého wāhnachten (dnes Weihnachten), složeného z wīha- (světit) a Nacht (noc).
Další názory:
- Machkův etymologický slovník uvádí staroněmecký tvar wínnahten a soudí, že k převzetí muselo dojít ještě v předcyrilometodějské době.[4]
- Německý Pfeiferův etymologický slovník odvozuje německé weihen od staroindického vinákti, třídit, oddělovat.[5]
- Ze začátku 17. století se dochovala domněnka v kalendáři Šimona Partlice o možnosti původu weinachten od vína, když svátek je v té době ještě spjat s pitím.[6] V alternativní etymologii patrně vychází[7] z díla Rudolfa Hospiniana o obdarovávání vínem na Vánoce a spojitostí na saturnálie.[8]

## Biblický příběh narození Ježíše
Náboženský obsah křesťanských Vánoc je oslava narození (vtělení) Ježíše Krista v Betlémě. Okolnosti Ježíšova narození se často znázorňují na vánočních jesličkách (betlémech), které rozvíjejí stručné příběhy z  Nového zákona, z evangelia podle Lukáše a podle Matouše, které se od sebe ovšem liší, a doplňují je o legendární podrobnosti.

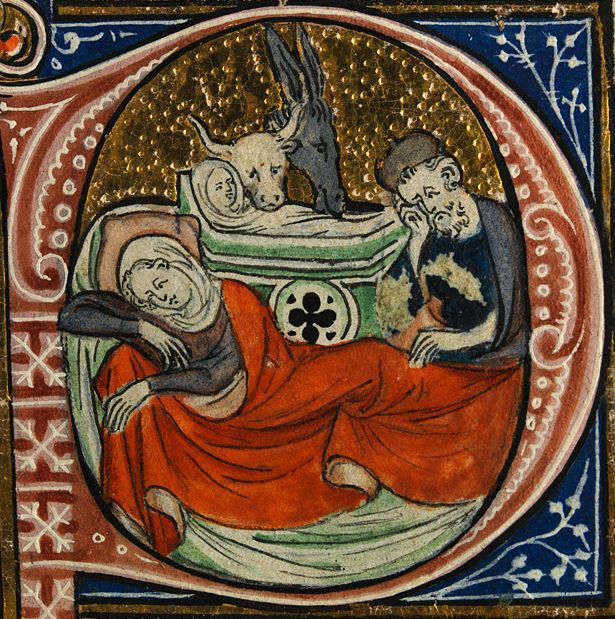
Narození Páně, misál ze Sherbrooke, kolem 1315

Když byla matka Jana Křtitele, Alžběta, v šestém měsíci, zjevil se podle Lukášova vyprávění archanděl Gabriel v Nazaretě Marii, panně zasnoubené Josefovi, muži z rodu Davidova. Oznámil jí, že počne a porodí syna, Ježíše, jenž bude navěky kralovat nad rodem Jákobovým a jeho království bude bez konce Lk 1, 30-34 (Kral, ČEP). Když Josef zjistil, že Marie je těhotná, chtěl ji propustit, avšak anděl ho ve snu poučil: „Josefe, synu Davidův, neboj se přijmout Marii, svou manželku; neboť co v ní bylo počato, je z Ducha svatého. Porodí syna a dáš mu jméno Ježíš, neboť on vysvobodí svůj lid z jeho hříchů.“Mt 1, 18-25 (Kral, ČEP)
Podle příkazu císaře Augusta ke sčítání lidu se Josef s Marií vydali z galilejského města Nazareta do Judska, do města Davidova jménem Betlém, kde se Josef měl nechat zapsat.Lk 2, 1-4 (Kral, ČEP) V Betlémě ale nenašli nocleh a Marie porodila svého syna v chlévě, kde nocovali. Zavinula jej do plenek a položila do jeslí, protože se pro ně nenašlo místo pod střechou. Pastýřům, kteří v okolí pásli pod širým nebem a v noci se střídali v hlídkách u svého stáda, se zjevil anděl Páně a řekl jim: „Dnes se vám narodil Spasitel, Kristus Pán, v městě Davidově. Toto vám bude znamením: Naleznete děťátko v plenkách, položené do jeslí.“ Pastýři spěchali do Betléma a nalezli Marii a Josefa i to děťátko položené do jeslí. Když je spatřili, pověděli, co jim bylo o tom dítěti řečeno. Všichni, kdo to uslyšeli, užasli nad tím, co jim pastýři vyprávěli. Lk 2 (Kral, ČEP)

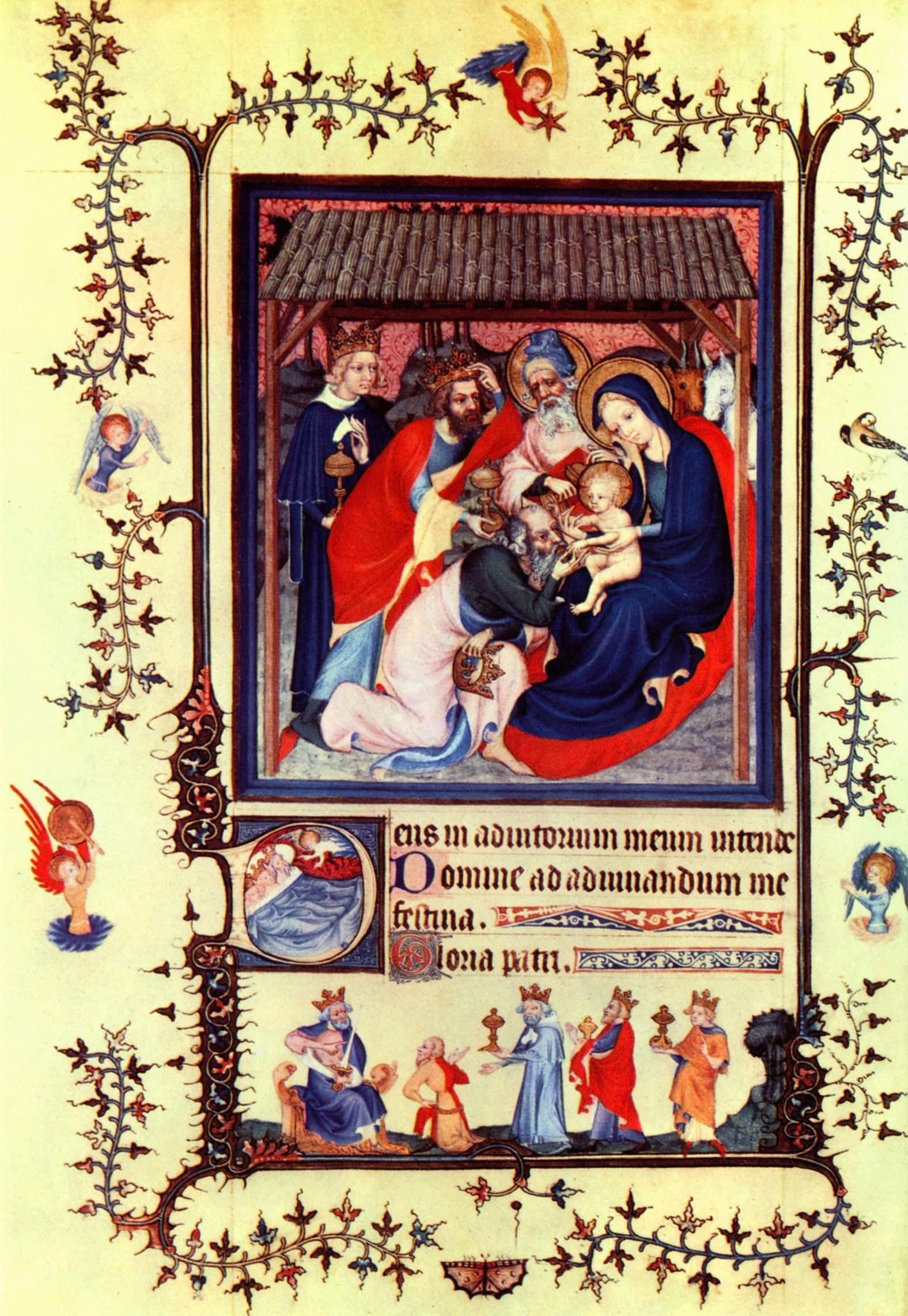
Mistr parament z Narbonne, Klanění tří králů, kolem 1380

Podle Matoušova evangelia byla znamením Ježíšova narození hvězda, kterou někteří pokládali za kometu a později Johannes Kepler za opakovanou konjunkci planet. Hvězdu spatřili mudrci (řecky magoi, učenci) z východu a přišli do Jeruzaléma, kde se vyptávali po novorozeném králi Židů (Mesiáši), aby se mu poklonili. Když se to doslechl král Herodes, který se obával vzpoury, vyptal se židovských znalců, kde se má Mesiáš narodit. Ti mu odpověděli: „V judském Betlémě, neboť tak je psáno u proroka.“Mt 2, 5 (Kral, ČEP) Herodes tedy poslal mudrce do Betléma, aby dítě našli a při návratu mu podali zprávu, prý aby se mohl také poklonit. Hvězda, kterou předtím spatřili na východě, se mudrcům opět zjevila a šla před nimi až nad místo, kde bylo dítě s Marií a Josefem. Poklonili se Ježíšovi a předali mu královské dary: zlato, kadidlo a myrhu Mt 2, 11 (Kral, ČEP). Protože byli ve snu napomenuti, aby se nevraceli k Herodovi, vrátili se domů jinou cestou.
Také Josefa anděl varoval před Herodem, takže s Marií a s malým Ježíšem uprchli do Egypta. Když Herodes zjistil, že se mudrcové k němu nevrátí se zprávou o novém židovském králi, dal povraždit všechny chlapce mladší dvou let v Betlémě a okolí. Mt 2, 13-23 (Kral, ČEP)

## Historie

### Datum Vánoc
Datum Ježíšova narození nebylo pro první křesťany zdaleka tak důležité jako jeho veřejné vystoupení a hlavně jeho utrpení, smrt a zmrtvýchvstání. Z biblických zdrojů jen Lukášovo evangelium dává Ježíšovo narození do souvislosti s historickou událostí, jejíž datum je známo Lk 2, 1-2 (Kral, ČEP). Jenže zdroj, který měl k dispozici, nebyl příliš spolehlivý, a tak si jeho údaje odporují. Proto není možné přesně určit ani rok, natož pak úplné datum Ježíšova narození. To se zprvu patrně připomínalo a slavilo jako jeho epifanií o svátku Zjevení Páně (6. ledna), jako je tomu dodnes v některých východních církvích.
Když se svátek Ježíšova narození začal ve 2. a 3. století připomínat samostatně (Irenej z Lyonu (202), Hippolyt Římský (236)), vyrojila se řada různých spekulativních návrhů ke stanovení data. K později přijatému datu 25. prosince vedla dvojí cesta. Jedna je spojovala se zimním slunovratem a s římským svátkem „neporaženého slunce“ (Sol invictus), který roku 274 slavnostně ustanovil císař Aurelianus, a svátek Narození Páně je podle jedné z hypotéz křesťanskou odpovědí. Ježíš se podle ní narodil v nejkratší den roku, kdy i pohané slaví naději, že slunce překoná zimu, temnotu a smrt, tak jako Ježíš Kristus. Ostatně i starozákonní prorok Malachiáš psal o „slunci spravedlnosti“ Mal 3, 20 (Kral, ČEP) a křesťané jeho výrok vztahovali na Krista. Souvislost Ježíšova narození se slunovratem hájil například svatý Augustin a ještě Isaac Newton, naopak pro puritány byla dokladem pohanské povahy Vánoc.
Větší váhu však měla druhá cesta, která vycházela z předpokladu, že Ježíš, který zemřel o svátku Pesach, židovských Velikonoc, v den 14. nisanu, jemuž zhruba odpovídá 25. březen latinského kalendáře, byl v tomto dni také počat. Podle jedné židovské tradice je totiž znakem dokonalého života, že trval celistvý počet let, a svátek Zvěstování P. Marie (čili Ježíšova početí) se slavil v tentýž den. A pokud se k datu 25. března připočte 9 měsíců těhotenství, vychází datum 25. prosince.
Nejstarší jednoznačné určení data křesťanského svátku Vánoc na 25. prosinec pochází z Chronographu pozdně římského kronikáře Furia Dinysia Filocala z roku 354, který ustanovení tohoto data klade do roku 336, za papeže Liboria. Liborius je tedy stanovil autoritativně, aby ukončil diskuse a spory, nicméně vzal v úvahu jejich výsledek. Filocalův spis se ovšem zachoval jen v pozdějších opisech, takže nelze zcela vyloučit, že tento záznam je pozdější vsuvka.

### Křesťanské Vánoce

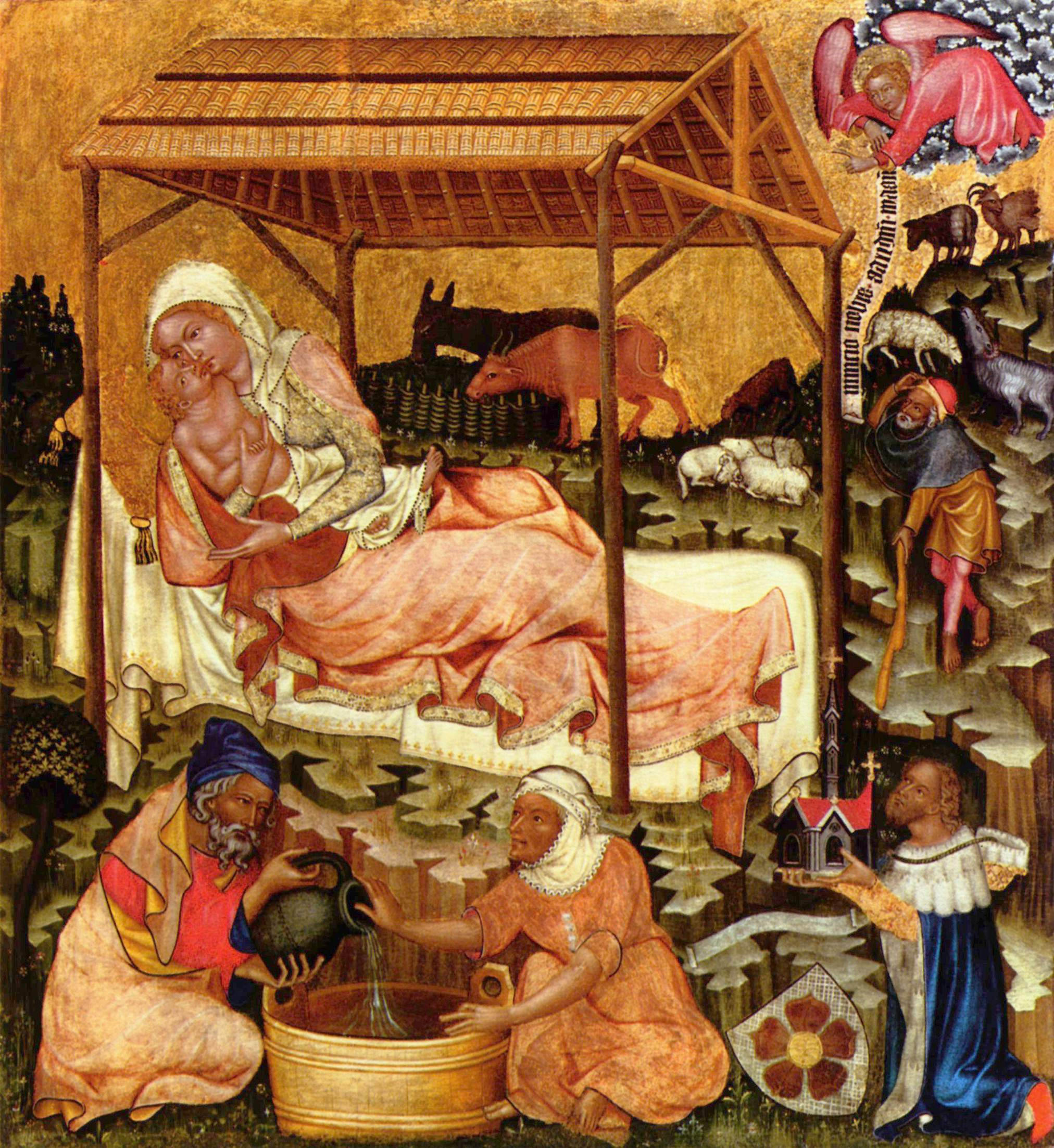
Mistr vyšebrodského oltáře: Narození Páně (kolem 1350)

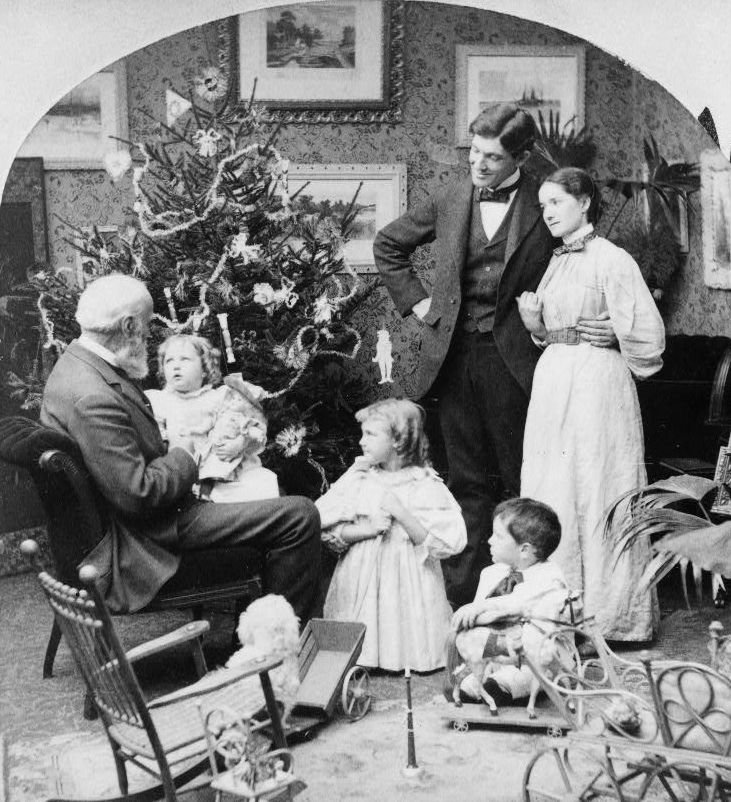
Vánoce koncem 19. století ve Spojených státech amerických

Slavení svátku bylo krátce přerušeno, když se Řehoř z Nazianzu v roce 381 vzdal úřadu konstantinopolského patriarchy, ale bylo obnoveno Janem Zlatoústým asi v roce 400.
V raném středověku se oslava Narození Páně považovala za méně významný svátek než Epifanie (Zjevení Páně, 6. ledna), v západním křesťanství zaměřená na návštěvu mudrců. Významnost Vánoc však postupně rostla po korunovaci císaře Karla Velikého v den Narození Páně v roce 800. Podobu Vánoc výrazně ovlivnil František z Assisi, který roku 1223 v obci Greccio ve střední Itálii slavil vánoční mši před inscenací jesliček s živými lidmi a zvířaty. Tím založil tradici „betlémů“, která se rozšířila zejména ve střední Evropě. Během středověku se pak svátek stal tak významným, že kronikáři uváděli, kde různí magnáti slavili Vánoce. Různí umělci byli odsouzeni za oplzlé koledy, což naznačuje, že divoké tradice římských saturnálií a germánské jule pokračovaly i v rámci slavení Vánoc. Opilost, promiskuita a hazardní hry patřily i v té době k veřejnému svátku. Ke zdobení se užíval – jako ve starověku – břečťan, cesmína a jiné stálezelené rostliny.
Podle učeného benediktina Jana z Holešova (+ asi 1436) se v českých zemích (a patrně i v celé Evropě) k Vánocům ve středověku vázalo „tisíc lidových zvyků“, z nichž výslovně uvádí sedm: zvyk bdění (vigilie) a postu, pohoštění a almužny pro chudé, vzájemného obdarovávání, pečení pletenců z bílého těsta (vánočka), krájení ovoce, obcházení s koledou a stlaní slámy na podlahu. Všechny sice obhajuje jako dobré a prospěšné, na každém z nich má ale i ďábel svůj díl, protože všechny se mohou zvrhnout v opak.
Od 17. století se slavení Vánoc pomalu přesouvalo do rodin, kde se připomínalo narození Ježíška a uctívalo rodinné štěstí a pospolitost. Na druhé straně se o Vánocích vítal i návrat Slunce, zejména na venkově, a lidové zvyky zahrnovaly i věštění a další vyloženě pověrečné štědrovečerní zvyky a obyčeje. To budilo pohoršení a vyvolalo i opakované zákazy.
V roce 1644, za anglické občanské války, puritáni ovládající Parlament zakázali slavení Vánoc jako nebiblického a pohanského zvyku. Následovaly protesty proti rušení Vánoc, zákaz však vydržel až do roku 1660. Podobné zákazy byly uplatněny i ve Skotsku a některých anglických koloniích. Ve Skotsku byl zákaz slavení Vánoc zrušen roku 1686, ovšem oficiálním svátkem se Vánoce staly až roku 1958. V Nové Anglii byla oslava zakázána například v Bostonu v letech 1659 až 1681. V Pensylvánii Vánoce nadšeně slavili Moravští bratři, osadníci německé i moravské národnosti, ve městech, která založili, například Bethlehem, Nazareth a Lititz. Moravané v Bethlehemu měli první vánoční stromky v Americe, stejně jako první betlémy.
V Českých zemích bylo prý v 18. století hospodyňkám povoleno péct vánočku, což předtím směli výhradně pekaři. Kromě darů pro šlechtice a úředníky bylo zvykem obdarovávat a hostit chudé a koledníky. Vystavování jeslí se v 18. století leckde považovalo za nedůstojné, také proto, že jesle odváděly pozornost mládeže od kázání. Proto nejprve Marie Terezie a poté i Josef II. vydali zákaz stavění jesliček v kostelích, lidé však stavěli jesličky doma, zejména ve východních Čechách a na moravském pomezí. Zákaz stavění jesliček v kostelích byl oficiálně zrušen až v roce 1825.

### Měšťanské Vánoce
V roce 1843 vydal Charles Dickens povídku Vánoční koleda (anglicky A Christmas Carol) a její okamžitá popularita sehrála velkou roli v moderní proměně Vánoc ve svátky rodiny, dobré vůle a soucitu. Tím, jak překryl církevní charakter oslav svojí humanistickou a světskou představou svátků, ovlivnil Dickens mnoho aspektů Vánoc v západní kultuře. Například rodinný a soukromý charakter svátku, zájem o tradiční pokrmy a pití, tanec a hry i celkové pojetí Vánoc jako svátků štědrosti, velkorysosti ducha, přátelství a lásky.
Tradice zdobení vánočního stromku je také městská.  Jedna z prvních zpráv o ozdobeném a osvětleném stromku v místnosti je v brémské kronice z roku 1570. První stromek v Česku postavil a ozdobil v roce 1812 režisér pražského Stavovského divadla Leibich, původem z Bavorska. Jako ozdoby stromečku se používalo ovoce, ořechy a perníčky, později skleněné, dřevěné, papírové nebo kovové ozdoby a v 19. století také svíčky.
Křesťanské tradice Vánoc se nacisté snažili ve 20. století nahradit domněle „starogermánskými“ a pohanskými „slavnostmi slunovratu“ a „svatým svátkem Němců“, v německých školách bylo zakázáno slavit narození Ježíše Krista a nesměly se zpívat vánoční koledy s náboženskou tematikou. Také v sovětském Rusku bylo slavení Vánoc zakázáno a ve 30. letech zavedl Stalin postavu Dědy Mráze, odvozenou od amerického Santa Clause, který nosil dárky na Nový rok.
Co nejvíce potlačit křesťanský obsah Vánoc ve veřejném životě se také snažila československá komunistická vláda. V 50. letech byla snaha nahradit postavu Ježíška nosícího dárky Dědou Mrázem a podpořit představu Vánoc jako konzumního a nikoli náboženského svátku. Veřejných oslav Vánoc jako narození Ježíše Krista se československý občan dočkal znovu na Vánoce 1989.
Od roku 2015 zakázaly slavení Vánoc vlády několika muslimských zemí, protože podle nich ohrožují islám.

## Liturgie
Vánoční doba trvá pro katolickou církev od prvních nešpor Narození Páně do neděle po Zjevení Páně. Podle římské liturgie se v den Narození Páně slaví trojí mše, v noci, za svítání a ve dne, doložená už za Řehoře Velikého. Mešní texty z vigilie Narození Páně jsou použity pro Štědrý večer 24. prosince.
Liturgická barva v katolické liturgii je v Adventu včetně vigilie Narození Páně fialová, o Vánocích (od mše v noci) bílá, případně zlatá, a ve svátky mučedníků (sv. Štěpán, Mlaďátka) červená. V anglikánské i luterské liturgii se barva pouze doporučuje, pravidlo je ale téměř totožné.
Pro evangelické církve Vánoce začínají 24. prosince a liturgické texty se skládají ze starozákonních proroctví, z Matoušova a Lukášova evangelia. Episkopální církev, Evangelická církev metodistická a luteránské církve používají pro anglicky mluvící oblast společný lekcionář. Anglikánské církve, blízké římskokatolické církvi, slaví Vánoce podobně. Jen některé radikálně reformační církve přikládají Vánocům menší význam a Svědkové Jehovovi je neslaví vůbec.

## Vánoční obyčeje

### Koleda
Koleda (z lat. calendae, první dny měsíce a roku) znamená v současnosti lidovou vánoční píseň. V koledách se však zachovaly stopy prastarého obyčeje obdarovávání. V mnoha lidských společnostech nebylo zdrojem osobní prestiže pouhé bohatství, nýbrž teprve štědrost. K veřejným projevům štědrosti vznikly různé slavnosti, jako indiánský potlač, melanéská kula a podle francouzského etnologa Marcela Mausse patrně také koleda. Konala se v blízkosti zimního slunovratu, v době největší nouze, kdy se zámožnější hospodáři mohli blýsknout štědrým obdarováním hladových. Ti se o to sami přihlásili, když obcházeli dům od domu a zpěvem doprovázeli rituál žebrání.
Řada koled vyjadřuje jisté sebevědomí koledníků, kteří sice mají hlad, ale poskytují bohatým příležitost, aby si před Kristem získali zásluhy pro věčnost. Od pozdního středověku nosili koledníci vyřezávané jesličky s figurkami pastýřů – dárců, k nimž se každý mohl při koledě připojit. Řada koled žádoucí dary výslovně připomíná a některé dokonce vyhrožují: „Jestliže nedáte / tedy uhlídáte / hrnce mísy rozbijeme / co v polici máte.“
„Kdo na Štědrý den nedá nikomu dar, do roka prý skončí v bídě“, popsal tento obyčej Jan z Holešova.

### Věštění
I když formalizovaný kalendář naši dávní předkové patrně neznali, uprostřed zimy, kdy se den začínal pomalu prodlužovat, mohli slavit něco jako nadějný začátek nového roku. Mircea Eliade připomíná velmi rozšířenou představu, že 12 prvních (nebo posledních) dní roku dovoluje nahlédnout, jaké budou jeho měsíce, a zimní svátky tak provázelo rozvinuté věštění. Věštilo se z rozkrojených jablek, pomocí svíček na míse s vodou nebo roztaveným olovem a pro věštecký výklad běžných událostí platila řada pranostik a pověrečných zásad. Různé obyčeje, jak je líčí například Karel Jaromír Erben, měly sloužit jako sympatetická magie a příznivě ovlivňovat nastávající rok.

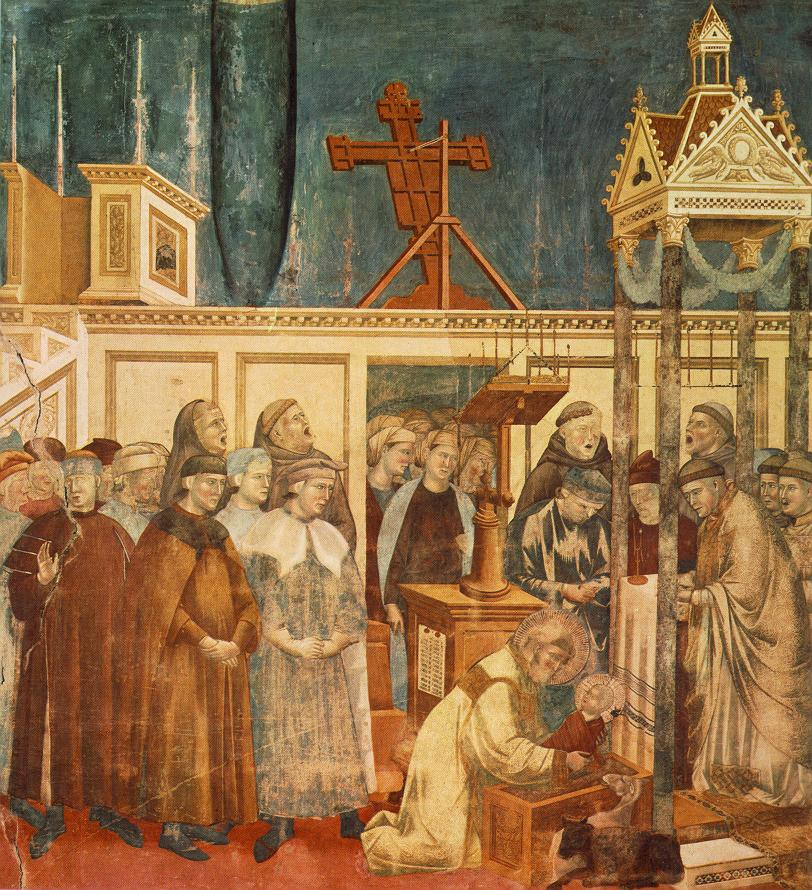
Giott di Bondone, Františkovy jesličky v Grecciu

### Jesličky
Jesličky nebo také betlém je nejčastěji plastické zobrazení Ježíšova narození podle evangelií, doplněné a rozvinuté legendárními motivy. Může to být skupina osob (Marie, Josef a dítě Ježíš), častěji i s přístřeškem, s oslem a volkem. Výpravnější jesličky zobrazují i pastýře, kteří malému Ježíškovi přinášejí dary, případně i město Betlém, které tvoří pozadí scény. Od svátku Zjevení Páně mohou být zobrazeni Tři králové i hvězda, která je do Betléma přivedla.
Vánoční hry i v kostelích se zmiňují ve Francii od 11. století, mši před živými jesličkami i se zvířaty sloužil František z Assisi roku 1223 v italském Grecciu a zvyk se rychle rozšířil po celé Evropě. Dřevěné vyřezávané betlémy se stavěly v kostelích a koledníci je nosili na koledu. Když byly v kostelích přechodně zakázány, lidé je stavěli doma a v některých krajích se rodinné betlémy pravidelně vystavují a také hodnotí. Od 19. století se betlémy s dřevěnými figurkami po domácku vyřezávaly v horských krajích a prodávaly na trzích a od roku 1860 se barevné papírové betlémy tiskly a vystřihovaly. V českých zemích byly oblíbené papírové jesličky Mikoláše Alše a později Josefa Lady.

### Vánoční dárky

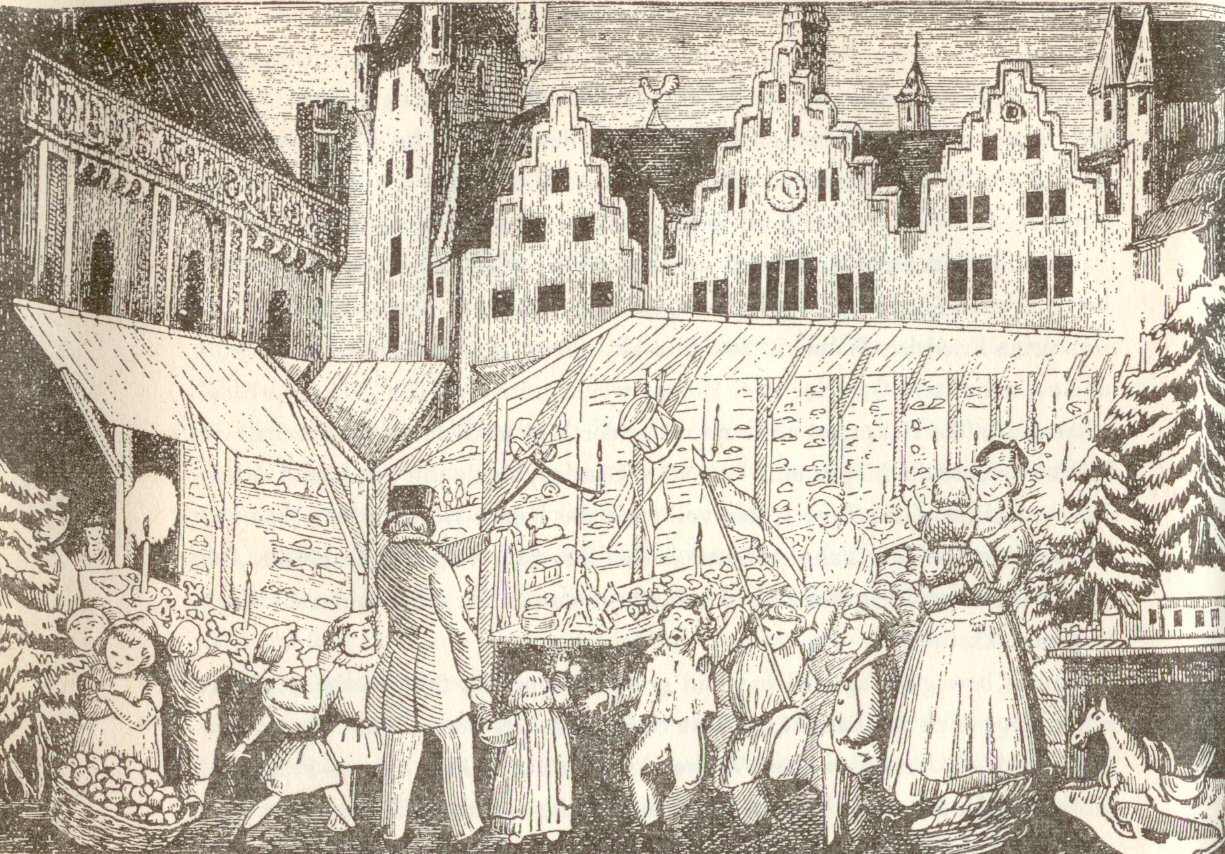
Vánoční trhy, Frankfurt, 1851

První zmínky o vzájemném obdarování se objevují již ve starověkém Římě. Nedílnou součástí Vánoc se však dárky staly až v 19. století. Bylo zvykem obdarovávat členy rodiny, ale i služebnictvo. Domácí chasa například dostávala ošacení nebo malou finanční částku na přilepšení k celoroční mzdě. Dárky se dávaly také žebrákům nebo tulákům bez domova, kteří v době křesťanských svátků zaklepali na dveře bohatších domácností. Na počátku 20. století, v dobách hospodářské prosperity, se pod vánočním stromkem vedle potřebných věcí stále častěji objevovaly drobnosti a hračky jen pro radost. V chudých letech mezi dárky byly i části oblečení.
Dárky jsou jedním z hlavních atributů moderních Vánoc. Vánoce jsou proto jedním z nejziskovější období roku pro obchodníky a podniky po celém světě. Předávání darů byl běžný zvyk u římské oslavy saturnálií, starobylého svátku, který se konal na konci prosince. Tím se mohly inspirovat vánoční zvyky.
V křesťanské Evropě se dárky dávaly při několika různých příležitostech, s nimiž souvisí i představa „dárce“, který je nosí a rozdává.
- Velmi starou tradici mají dárky, které 6. prosince nosí svatý Mikuláš, biskup v Myře v Malé Asii na přelomu 3. a 4. století. Podle četných legend proslul svou štědrostí a svými dary vyřešil mnoho obtížných životních situací. Pro pravoslavné církve patří jako „divotvorce“ mezi nejvíce uctívané světce. Zobrazuje se v biskupském oděvu s mitrou na hlavě, s biskupskou berlou v pravé a se třemi jablky jako dary v levé ruce. Naděluje v předvečer svého svátku jablka, ořechy a sladkosti za okno nebo do krbu, ve Střední Evropě také chodí po domech v doprovodu anděla a čerta a vyptává se na chování dětí, které pak odměňuje drobnými dárky.[33]

- Zkomolením jména Mikuláš vznikl už v 17. století holandský Sinterclaas i britský Father Christmas. předloha pozdějšího Santa Clause.[34] Velmi podobný je i německý Weihnachtsmann.

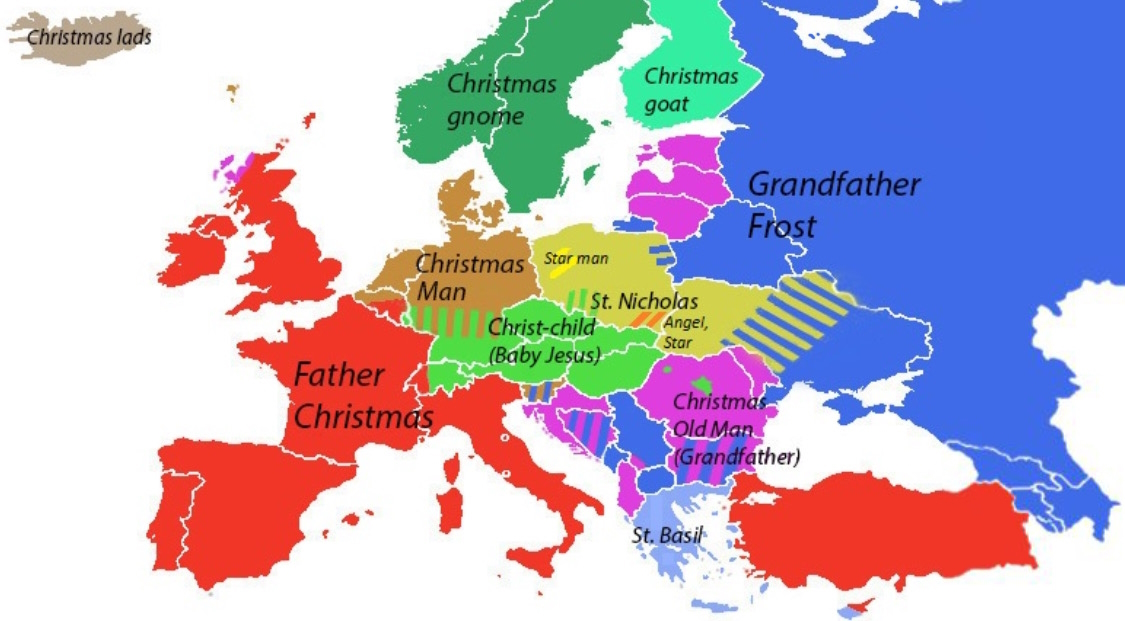
Postavy rozdávající dárky v Evropě

- Santa Claus, rovněž zkomolenina svatého Mikuláše, je v současnosti asi nejrozšířenější vánoční dárce. Je to postava amerického původu, která vznikla v polovině 19. století. Obyvatelé New Yorku si vzpomněli na holandské počátky města a na postavu svatého Mikuláše – Sinterclaase. Na jeho moderní podobě se podíleli spisovatel Washington Irving (1783–1859) a německo-americký karikaturista Thomas Nast (1840–1902). Zobrazuje se jako veselý obtloustlý muž v červeném plášti, který jezdí na saních tažených soby. Také jeho zásluhou se dávání dárků přeneslo na vánoční svátky, zejména Boží hod vánoční (25. prosince). Ke zvýšení známosti a popularity Santa Clause ve Spojených státech významně přispěla firma The Coca-Cola Company, která jej hojně užívala ve svých vánočních inzerátech mezi lety 1931 až 1964.[35]

- Ježíšek (německy Christkind, Jézuska v maďarštině a Ježiško ve slovenštině) rozdává dárky v České republice a na Slovensku, v Rakousku, jižním Německu, Maďarsku, Lichtenštejnsku, Jižním Tyrolsku (severní Itálie), ve Švýcarsku a v dalších spíše katolických zemích.
- Ve Střední a Jižní Evropě se dárky dávají převážně na Štědrý večer (24. prosince) a rozdává je Ježíšek, kterého lze ovšem vidět pouze v jesličkách. Od poloviny 20. století se však dárky stále častěji dávají i dospělým, kde se dárce netají a naopak vzniká i jakási soutěž a obava, aby člověk nezůstal pozadu a všechny dárky řádně oplatil. Tím se moderní Vánoce do jisté míry blíží dávnému potlači.
- Ve Francii se dárky dávají o Vánocích, 25. prosince, a nosí je Père Noël, který naděluje komínem do krbu. Svátky však mají menší význam než třeba ve Střední Evropě.
- Řecké děti dostávají dárky od svatého Basila na Silvestra, v předvečer liturgické slavnosti tohoto světce.[36]
- Španělské děti tradičně nedostávaly dárky o Vánocích, ale až na Tři krále neboli Reyes Magos. Tři králové v noci na 6. ledna údajně nechávali dárky v botách, jako odměnu za to, že děti přichystaly přede dveře domů nádoby s vodou, kdyby velbloudi, na kterých Tři králové přijížděli, měli žízeň. Nicméně dnes mnoho dětí pod vlivem ostatních zemí dostává dárky i 25. prosince, kdy jim je přináší Papá Noel.[37]
- V Rusku a na pravoslavné Ukrajině se dárky dávaly o svátku Epifanie 6. ledna, zvyk však nebyl příliš rozšířen.
- V severských zemích nadělují skřítkové, ve Finsku Joulupukki, ve Švédsku skřítek Jultomten, v Norsku jiný skřítek Julenissen.
- V Sovětském svazu bylo v rámci boje proti náboženství ve 30. letech 20. století slavení Vánoc zakázáno a zaveden nový zvyk: dárky dává na Nový rok Děda Mráz, velmi podobný Santa Clausovi. Pokus o jeho zavedení do Střední Evropy o 20 let později se nezdařil.

### Štědrovečerní večeře

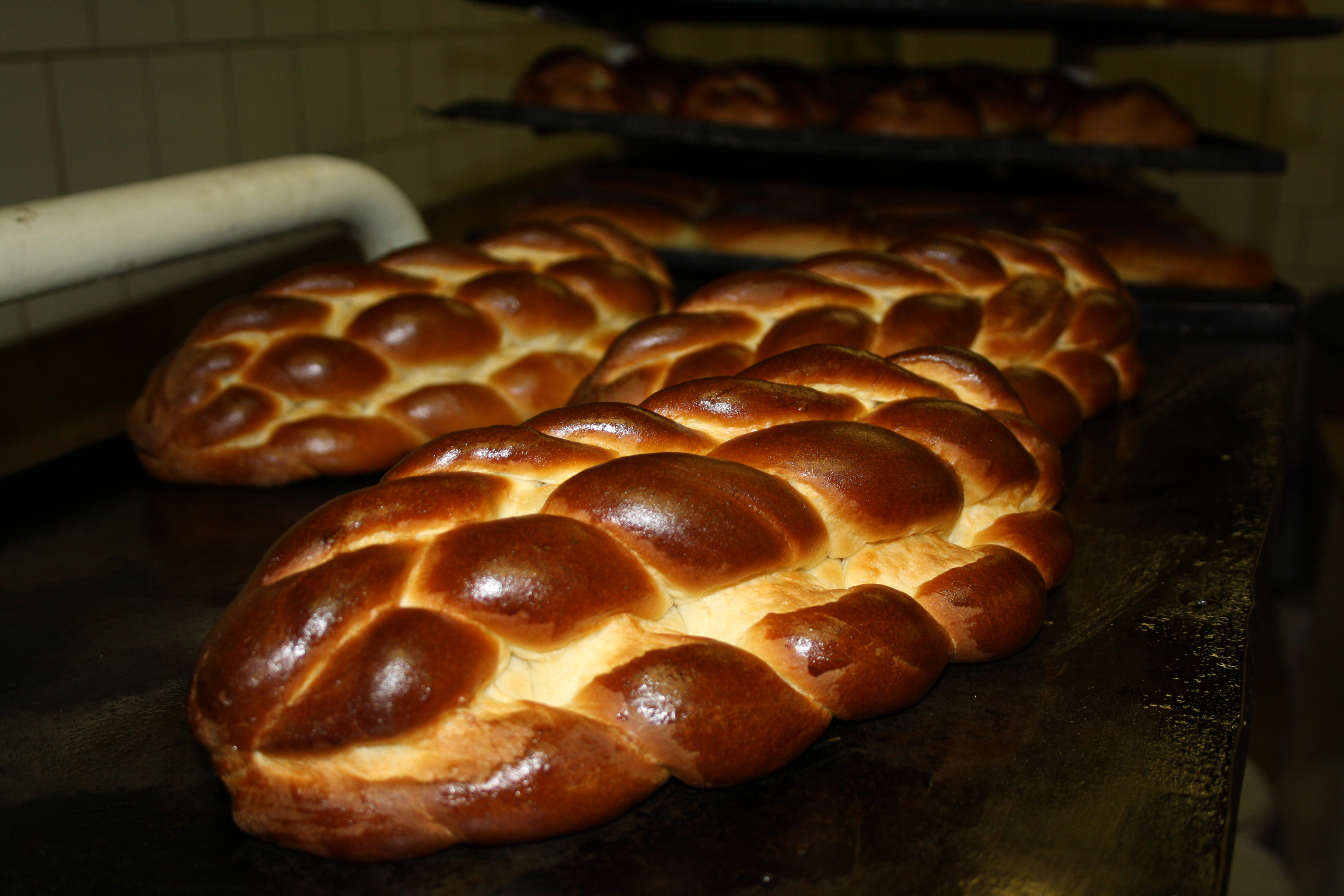
Vánočka

Do štědrovečerní večeře se dodržoval půst a nesmělo se jíst maso. Jako polední jídlo se na Štědrý den podával kuba (také staročeský, černý kuba). Je to tradiční české jídlo, jehož základem jsou kroupy a houby, často nakládané nebo sušené.
Dne 24. prosince se schází celá rodina na slavnostní večeři se speciálním postním jídlem, která je důležitou součástí oslav Vánoc. Při večeři jsou všichni svátečně oblečeni a jídelna je vyzdobena. Na stole může být ubrus s vánočním motivem a zapálené svíce. S jídlem se čeká, až bude shromážděna celá rodina. V některých rodinách se připravuje o talíř víc pro nečekanou návštěvu. Před večeří se všichni společně nahlas pomodlí nebo zpívají. K večeři, která v minulosti musela být postní, se podává ryba, obvykle kapr. 
Kapr jako postní a zároveň i chutné jídlo se velmi rozšířil ve městech 16. století, což byl jeden z podnětů pro vznik rožmberského rybníkářství. Do 19. století se však ryba mimo hlavní město a rybníkářské nebo poříční oblasti konzumovala zřídka, neboť šlo o příliš drahé jídlo. V druhé polovině 19. století se i v českých zemích uchytil způsob kuchyňské přípravy kapra původem z Rakouska, kterým je obalení do strouhanky a smažení. Do té doby byl mnohem populárnější tzv. kapr načerno podávaný s knedlíky, který byl připravován s hutnou omáčkou s přídavkem švestkových povidel, perníku, vlašských ořechů nebo mandlí a piva.
Tradice kapra s bramborovým salátem se objevila v českých kuchařkách až v 30. letech 20. století. Původně se ale ryba míchala přímo s brambory, až během 50.–60. let se podoba bramborového salátu v kuchařkách změnila na současnou, tedy brambory se šunkou a směsí vařené zeleniny. Sekularizace Vánoc vedla také v 50. letech k většímu rozšíření vepřového Vídeňského řízku jako náhrady za rybu (i z důvodu absence kostí a tím větší bezpečnosti pro děti). Vepřový řízek se ale na vánoční tabuli objevoval už v meziválečném období.

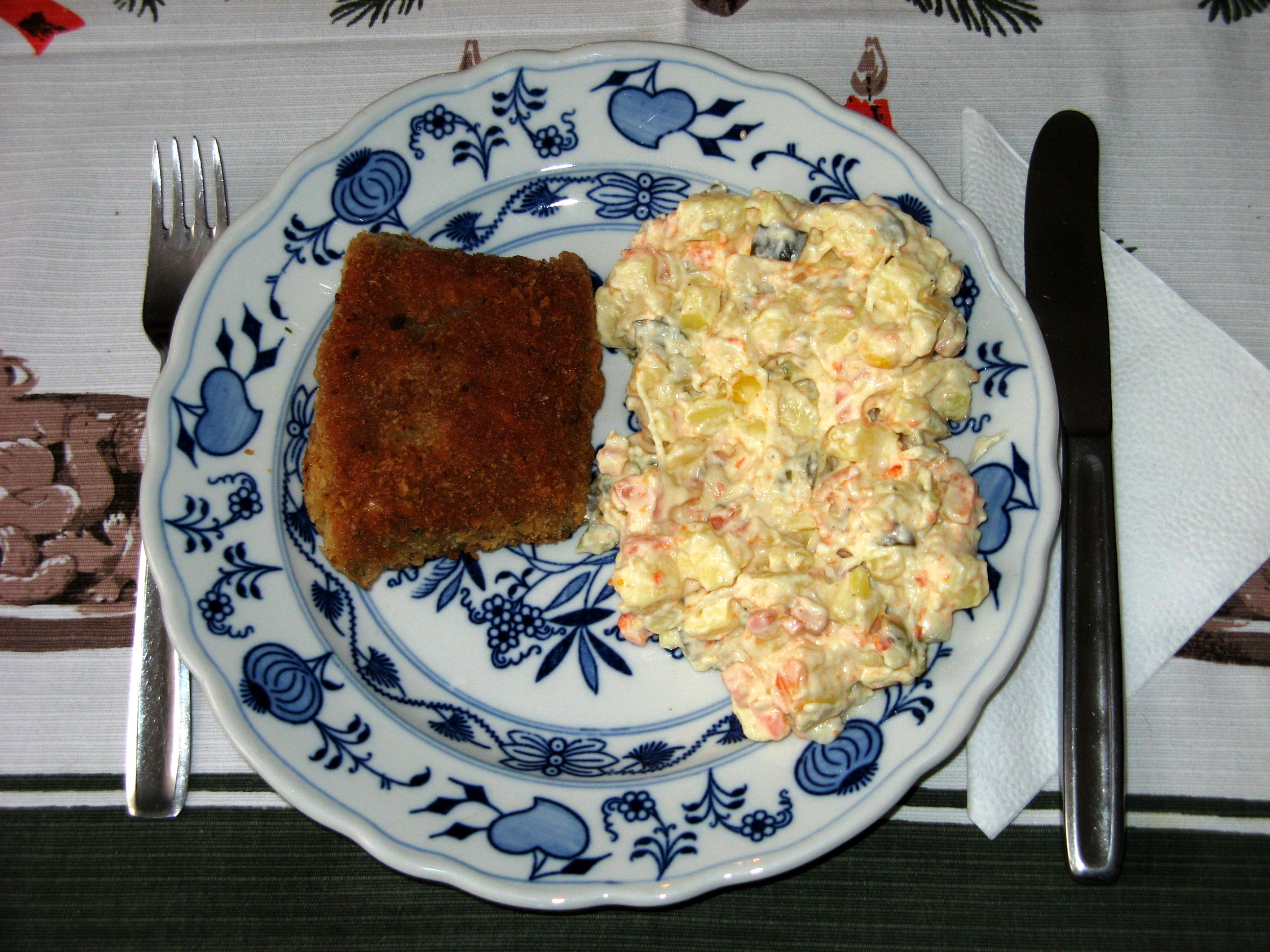
Vánoční kapr s bramborovým salátem

Od druhé poloviny 20. století se tradiční večeře skládá z rybí polévky, bramborového salátu s kaprem, který se připravuje jako obalovaný a osmažený. Z některých částí (hlava, jikry, mlíčí, vnitřnosti, kosti se zbytky masa) se dělá oblíbená chutná rybí polévka. Pojídaní ryb zavedli už Keltové, Slované měli na štědrovečerní večeři pečené prase.
Již v rámci příprav na Štědrý den se v Česku peče vánoční cukroví, vánočka a štóla. Většina vánočních cukroví se připravuje ze směsi mouky, cukru, vajec, másla, kakaa, čokolády a různých druhů ořechů a kandovaného ovoce. Mezi typické patří cukroví z lineckého těsta, které je možné navíc ochutit strouhaným kokosem nebo kakaem. Typickými vůněmi jsou vanilka a rum, typickým kořením skořice. Vánočka je druh sladkého pleteného pečiva z kynutého těsta. Štóla je druh pečeného vánočního moučníku, má tvar podlouhlého bochníku a pochází z Německa (der Stollen). Uvnitř je zapečeno například sušené ovoce a ořechy a svrchu je štóla posypaná moučkovým cukrem. Na Štědrý den se pekly z „bílé mouky“ čerstvé koláče „pecáky“, „lopaťáky“ hruškové, zelné nebo jiné, makovníky, makové bábovky (buchty) a jablečný závin.

### Betlémské světlo
Jednou z novodobých vánočních tradic je betlémské světlo, které rozvážejí skauti. Světlo se každoročně zapaluje v Betlémě a pak putuje napříč Evropou. Do Česka betlémské světlo přichází z Vídně, kde je rakouští skauti předávají o 3. neděli adventní (Gaudete) delegacím z celé Evropy; pro české země je přebírají brněnští skauti a rozvážejí v sobotu před 4. nedělí adventní, takže je pak k dispozici v kostelích, na náměstích, vánočních trzích, v knihovnách apod.

## Vánoční hudba
Nejstarší specificky vánoční hudba patrně vznikla ve 4. století v Římě. Latinské písně jako Veni Redemptor gentium, jejímž autorem je Ambrož Milánský, vyjadřuje teologickou doktrínu vtělení a vymezuje se vůči tehdy rozšířenému ariánství. Píseň Corde natus ex Parentis, kterou složil španělský básník Prudentius († kolem 410) se stále zpívá v některých církvích.
Do 13. století vznikla ve Francii, v Německu a zejména v Itálii tradice zpěvu populárních vánočních písní v místním jazyce, snad i pod vlivem Františka z Assisi. Nejstarší české vánoční písně pocházejí snad ze 14. století, známá píseň „Narodil se Kristus Pán“ z 15. století. Vánoční koledy v angličtině se poprvé objevily v roce 1426.
Vánoční písně, koledy, sloužily původně koledníkům, kteří obcházeli po domech a dostávali za to dary, teprve později se koledy začaly zpívat v kostele. Tradičně jsou koledy často založeny na středověkých akordech, jež jim dávají charakteristický hudební zvuk. Původ některých koled jako Personent hodie lze sledovat až do středověku. Tato díla patří mezi nejstarší hudební skladby a jsou stále pravidelně zpívána. Adeste fideles se zpívá v úpravě z poloviny 18. století, ačkoliv slova mohou mít původ již ve 13. století. Naproti tomu známé Good King Wenceslas (česky Dobrý král Václav) nebo Holly and Ivy vznikly v romantismu, v 18. a 19. století, i když na starší melodie.
Po reformaci v severní Evropě zpívání koled zpočátku upadlo. Někteří reformátoři, jako Martin Luther, však zpěv koled podporovali. Koledy z velké části přežily ve venkovských komunitách, dokud nedošlo k oživení zájmu o lidové písně v 19. století. V 18. století anglický reformátor Charles Wesley pochopil význam hudby v náboženství. Kromě mnoha žalmů na melodie, které měly vliv na náboženská hnutí ve Spojených státech, napsal texty pro nejméně tři vánoční koledy.
Felix Mendelssohn-Bartholdy napsal melodii na Wesleyho slova koledy Hark! the Herald Angels Sing. V Rakousku v roce 1818 Mohr a Gruber složili píseň Stille Nacht (Tichá noc) pro kostel v Oberndorfu. Práce Williama Sandyse Christmas Carols Ancient and Modern (Vánoční koledy staré a moderní) (1833) byla první tištěnou verzí mnoha dnes již klasických anglických koled a přispěla k oživení viktoriánského svátku.
Zcela světské vánoční písně se objevily již na konci 18. století. Deck The Halls pochází z roku 1784 a americká píseň Jingle Bells, která se dočkala mnoha verzí, byla autorsky chráněna v roce 1857. Ve 20. století se velice rozšířily afroamerické písně i písně o Vánocích v žánru spirituálů. Skladatelé, zpěváci a hudební skupiny vytvořili velké množství písní vztahujících se k Vánocům, včetně jazzových a bluesových variant. Kromě toho přišlo oživení zájmu o starou hudbu a skupiny zpěváků lidové hudby, včetně interpretů středověké a klasické hudby.
Vánoční písně se svou hlubokou romantikou a náboženskými tématy přirozeně přitahují také ironii a zesměšňování. V závěrečných sekvencích filmu Monty Python: Smysl života (1983) zpívá Graham Chapman píseň Vánoce v nebi se Třemi králi vyzbrojenými nákupními košíky ze supermarketů.
Největším vánočním hitem je podle zisků z prodeje nosičů píseň White Christmas (Bílé Vánoce) od Binga Crosbyho. Písně se prodalo přes 50 miliónů kusů, ale spolu s dalšími coververzemi by to bylo hodně přes 100 miliónů.
Písně určené jako koledy pro 21. století nazpívala na album vydané v roce 2008 Enya. Album bylo hodnoceno jako průměrné.

### Česko
Nejstarší záznamy o české vánoční hudbě v takzvaných Mariánských chválách v rukopisu z knihovny Metropolitní kapituly pražské pocházejí z 11. až 12. století. Některé české vánoční koledy pocházejí snad už ze 13. století, ve 14. století patrně vznikla ranní adventní bohoslužba (roráty) s originálními náboženskými písněmi. Časem některé náboženské písně zlidověly do podob koledy. Koledníci a potulní žáci si koledami přivydělávali a šířili je. Z 15. století pochází píseň Stala se jest věc divná, Panna syna porodila, beze vší strasti tělesné (zápis této písně je již v Kodexu vyšehradském), ale i Narodil se Emanuel (rukopis Mikuláše Kozla) a Ježíš náš spasitel .
V 16. a 17. století dala Jednota bratrská vytisknout kancionály, kde mezi mnoha písněmi k adventu a Vánocům byla i píseň Narodil se Kristus Pán, veselme se. V období renesance vzniká dílo Jana Campana Vodňanského Panna syna porodila. Vánoční písně českého hudebního baroka skládal Adam Václav Michna z Otradovic, jenž je mimo mnoha dalších i autorem písně Chtíc, aby spal.
Do období baroka spadá i vznik českých pastorel – skladeb pro sóla a sbor s doprovodem nástrojů. Mezi pastorely patří dílo Ondřeje Poddaného z Rožmitálu Sem, sem pastýři nebo Josefa Antona Sehlinga Přeju tobě dobrou noc. V pozdním baroku se vyvíjí i žánr vánoční mše. Nejznámějším hudebním ztvárněním vánoční mše v ČR je Česká mše vánoční Jakuba Jana Ryby, uváděná i pod názvem Hej mistře, vstaň bystře.
Ve 20. století napsal Josef Suk skladbu pro klavír O štědrém večeru, Bohuslav Martinů klavírní cyklus Vánoce a Vítězslav Novák Písně zimních nocí. Klasickou vánoční hudbu lze obvykle najít na hudebních koncertech pořádaných v kostelech.
I ve 21. století se stále zpívají koledy, např. Tichá noc, Narodil se Kristus Pán, Nesem vám noviny, Veselé vánoční hody, Půjdem spolu do Betléma, Pásli ovce Valaši, Štědrý večer nastal, Dej Bůh štěstí atd.

#### Populární hudba
Mezi lidmi jsou oblíbeny Vánoce, Vánoce přicházejí (J. Vomáčka a Z. Borovec) nebo Rolničky, rolničky (Jingle Bells, americká lidová).
Podle hlasování v anketě v roce 2014 většina z více než 17 000 respondentů považovala za nejlepší vánoční hudbu britský popový hit Last Christmas z roku 1984 od George Michaela a skupiny Wham! (22 procent hlasů), další v pořadí byla píseň Happy Xmas od Johna Lennona. Na online platformách pak dlouhodobě dominuje poslech hitů od interpretů jako Mariah Carey, Michael Bublé, Ariana Grande, Coldplay a Justin Bieber, ze starších skladeb pak hity autorů jako Frank Sinatra, Andy Williams a Brenda Lee (data z hitparády Singles Digital TOP 100 od roku 2015 do 2023).
Němci a Rakušané preferují píseň Tichá noc (Stille Nacht), která je velmi oblíbená i v ČR. Mnoho Čechů si ale neuvědomuje, že nejde ani o českou, ani o lidovou píseň. Jedná se o text tyrolského kaplana Josepha Mohra a s hudbou učitele a zástupce varhaníka Franze Xavera Grubera, která byla poprvé uvedena na Štědrý den v roce 1818 pouze se sborem a kytarou.
Během druhé poloviny 20. století vzniklo několik významných populárních vánočních písní. Například Purpura Jiřího Suchého a Jiřího Šlitra, Zvon Karla Černocha, Vánoční tajemství Hany Zagorové, duet Michala Tučného a Věry Martinové Strom vánoční, Sliby se maj plnit o Vánocích Janka Ledeckého a především vánoční alba Karla Gotta (Vánoce ve zlaté Praze a Bílé Vánoce).  Mezi českou vánoční hudbu 21. století lze zařadit některá díla známých popových interpretů, jako je Lucie Bílá (v roce 2011 devětkrát platinové album Bílé Vánoce) a Helena Vondráčková (přezpívání osvědčených světových hitů v albu Kouzlo Vánoc). Mezi další rádii často vysílané vánoční hity patří Půlnoční od skupiny Umakart a Václava Neckáře, Na nebi svítí Dana Bárty, Vánoce na míru Ewy Farné a Sněhulák Michala Hrůzy ale také Medvídek kapely Lucie. V roce 2013 vydalo hudební těleso Sodoma Gomora vánoční píseň Zasraný Vánoce, která podle autorů „odráží soudobou realitu“.

## Vánoční rekvizity

### Květiny

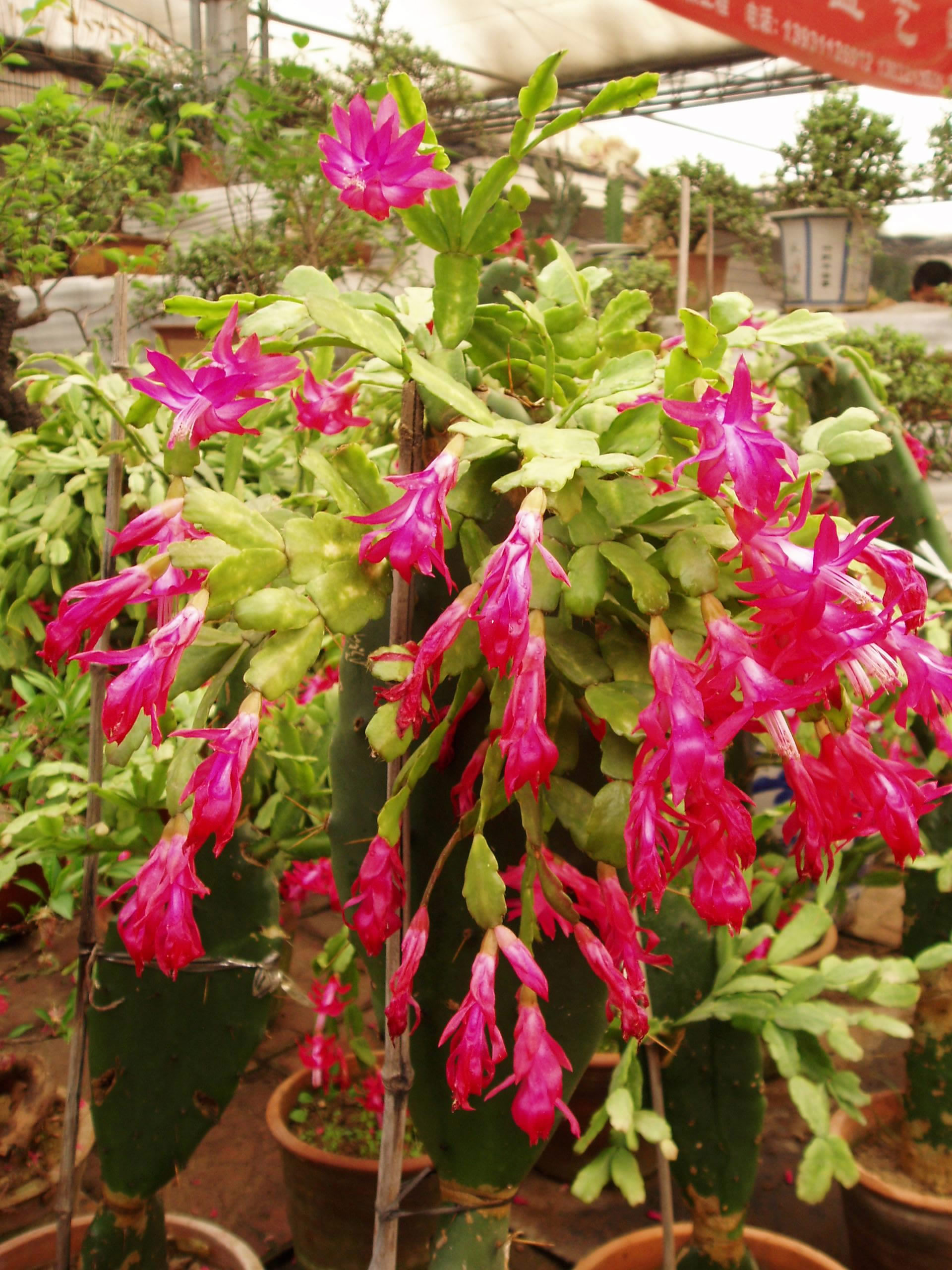
Vánoční kaktus Schlumbergera

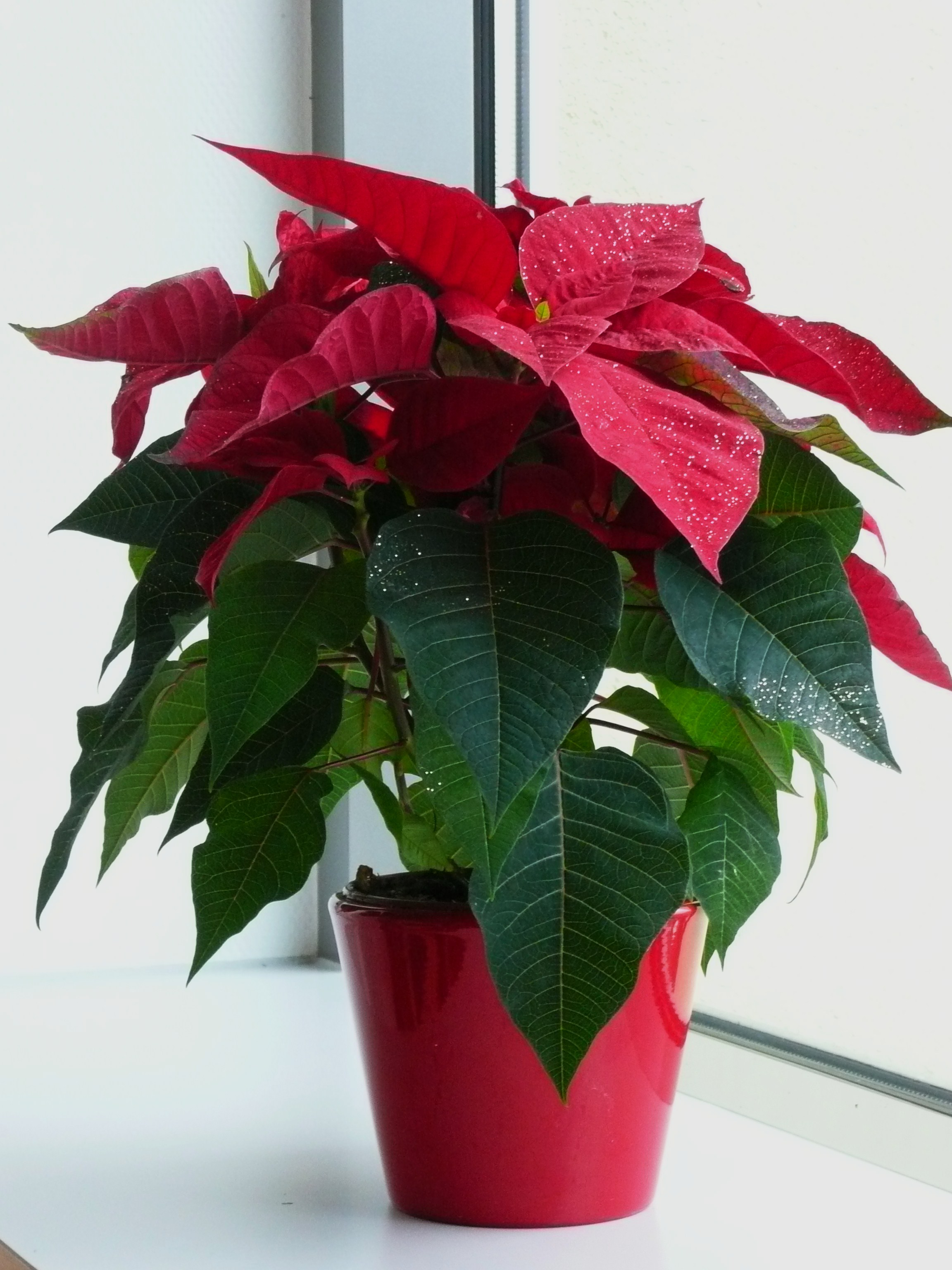
Vánoční hvězda Euphorbia pulcherrima

Vánoční hvězda, pocházející z Mexika, je s Vánocemi spojována od 19. století a mezi populární vánoční dekorativní rostliny patří cesmína, jmelí, červený amarylis, vánoční kaktus nebo Brambořík perský (Cyclamen persicum). Božena Němcová zmiňuje barborky, zvyk, že na svátek svaté Barbory (4. prosince) huřízne si dívčí višnovú nebo křešňovú větvičku a nechá ji v teple rozkvést.
Adventní a vánoční vazba květin má i svůj symbolický význam, zejména pokud je použita v církevní liturgii. Slouží ale především k dekoraci obydlí, společenských prostor i veřejných prostranství během adventu a Vánoc. Vedle vánočního stromku, vždyzelených rostlin (cesmína, břečťan, jmelí) a květin k ní patří i svíčky, které ovšem znamenají i riziko požárů.
Tradiční barvy vánočních ozdob jsou červená, zelená a zlatá, trendy vánočních dekorací však podléhají módě. Evropská asociace floristů a výrobců dekorací (EFSA – European Floral and Lifestyle Product Suppliers Association) sice každoročně vydává své odhady a doporučení, konkurence ale vyžaduje i originalitu.
Kadidlo a jeho levnější náhražky (purpura, františek) jsou aromatické látky a směsi, které pražením nebo pomalým hořením (bez plamenů) vytvářejí vonný kouř a používají se o Vánocích k provonění kostelů i příbytků.

### Betlémská hvězda
Betlémská hvězda, zmiňovaná v Matoušově evangeliu, vyjadřuje nadlidský, kosmický význam Ježíšova narození. Jako kometu ji poprvé zobrazil italský malíř Giotto di Bondone (1267–1337) v roce 1304 na fresce Klanění, patrně inspirován úkazem Halleyovy komety v září 1301.

### Adventní věnec
Adventní věnec z jehličnatých větví se čtyřmi svíčkami, které se postupně zapalují, slouží k symbolickému odpočítávání čtyř týdnů adventu. Vznikl v polovině 20. století patrně v Německu.
Podobný účel má adventní kalendář z tuhého papíru s okénky, která slouží k odpočítávání dnů v Adventu a dětem ukazuje, jak daleko jsou ještě Vánoce.

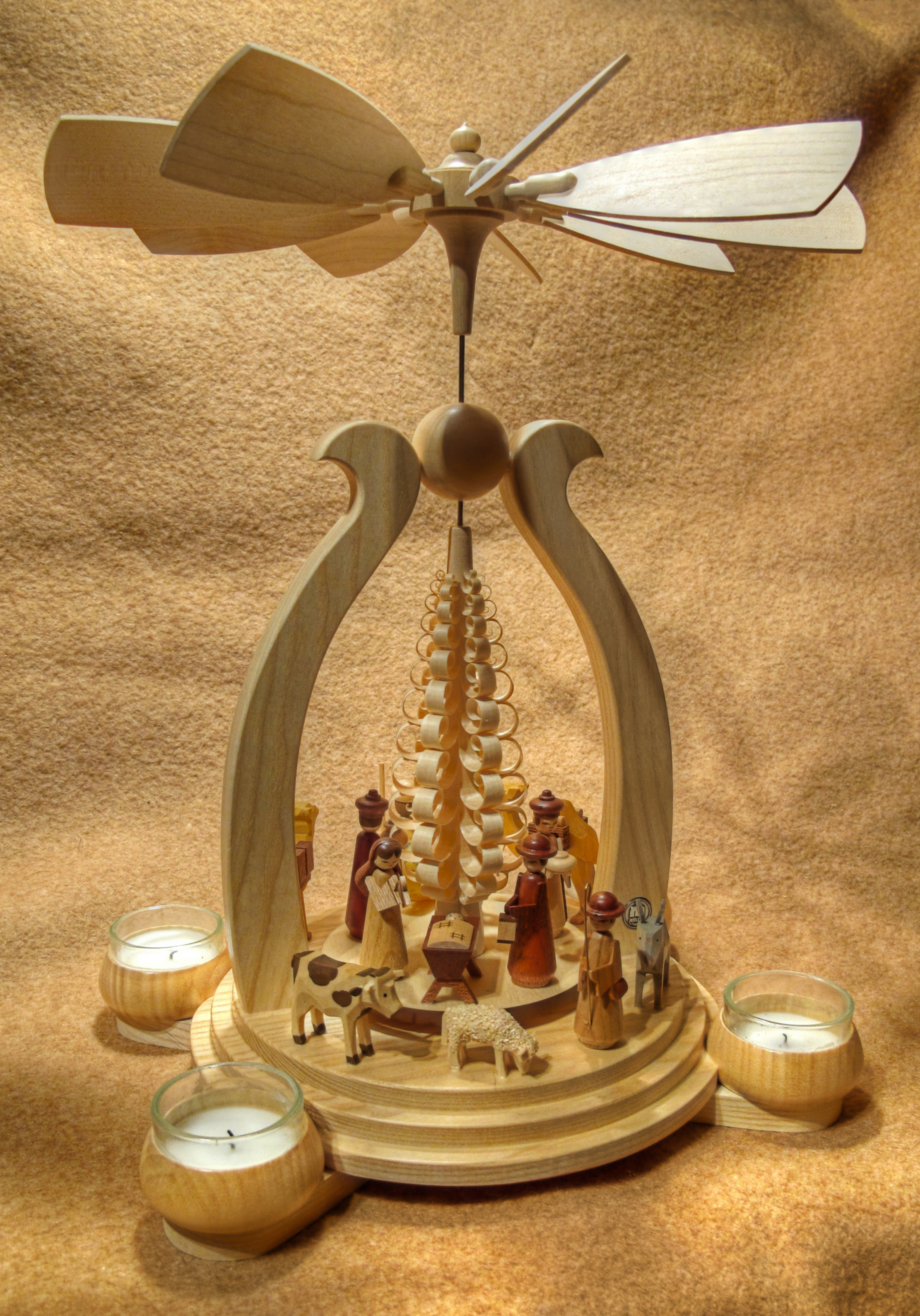
Andělské zvonění.

### Andělské zvonění
Také andělské zvonky nebo vánoční pyramida je jednoduchá konstrukce, která nese kruhovou vrtuli se svislou osou. Staví se na kamna nebo na topné těleso, případně se pod ní zapálí svíčky. Proud teplého vzduchu vrtulku roztočí a kovové tyčinky, zavěšené po jejím obvodě, začnou zvonit na malé zvonky.
- Prskavka je druh jednoduché zábavní pyrotechniky, která se věší na vánoční stromek jako ozdoba. Z hořící prskavky odletují drobné částečky kovu a tvoří dekorativní světelné hvězdičky.

- Také v českých zemích se objevil paradeisl (někdy jako „zahrádka“), jednoduchá konstrukce ze špejlí a jablek, která může nést svíčky. Pochází z Rakouska a z jižního Německa, kde je zcela běžná. Autor uvádí, že tyto ozdoby byly časté až do konce 19. století.[20] Do Česka od poloviny 20. století pronikl ze sousední NDR vánoční svícen se sedmi svíčkami (často elektrickými), který se staví za okno.

### Pohlednice a známky

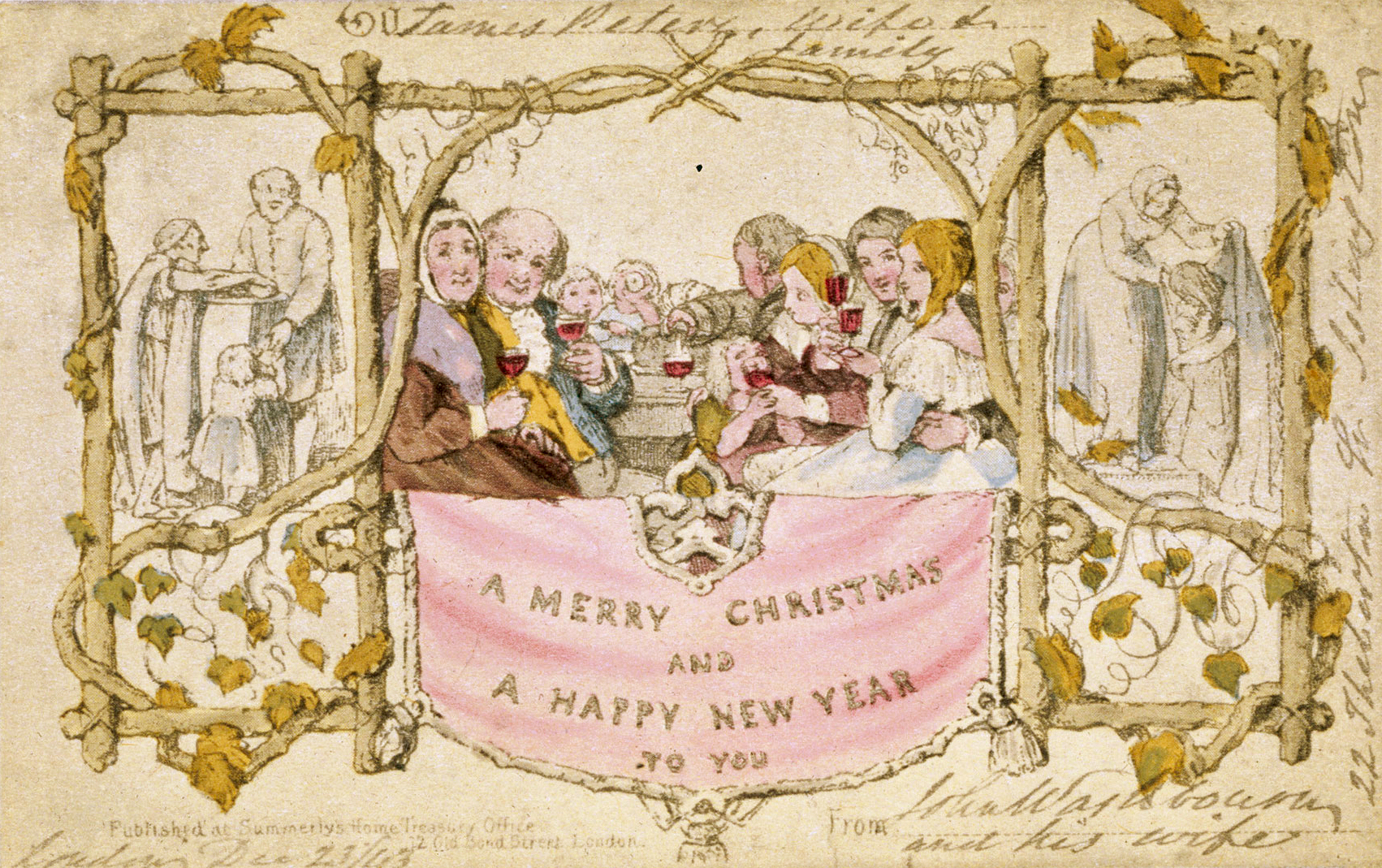
První hromadně vyráběná vánoční pohlednice, vytvořená Johnem Callcottem Horsleym pro Henryho Colea (1843)

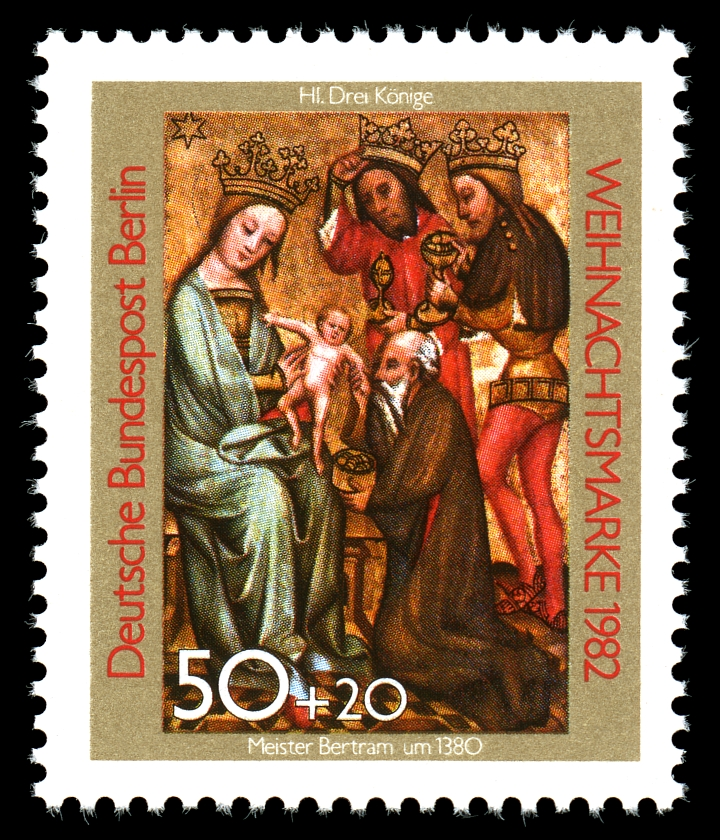
Německá vánoční poštovní známka z roku 1982 s motivem Klanění tří králů

Vánoční pohlednice jsou pohlednice s obrázkem a přáním, které si před Vánocemi vzájemně posílají přátelé a příbuzní. Text přání (např. „Veselé Vánoce a šťastný nový rok“) se příliš neliší od prvního komerčního vánočního přání z roku 1843. Zvyk posílání pohlednic byl populární v ČR během 20. století a poslat desítky i více pohlednic byla téměř společenská povinnost.
Koncem 20. století vznikl a s rostoucí cenou poštovních služeb se rychle rozšířil moderní trend zasílání elektronických vánočních zpráv. Jde často o odesílatelem zhotovený nebo upravený, obvykle tematický obrázek nebo fotografii. Jako nostalgická vzpomínka na minulost se ale i ve 21. století posílají papírové pohlednice, třeba s básní, modlitbou nebo biblickými verši.
Některé státy vydávají k Vánocům pamětní známky. Zákazníci je mohou používat na vánoční přání, což je oblíbené u sběratelů pohlednic. Známky jsou platné po celý rok, přicházejí do prodeje počátkem října a začátkem prosince a jsou vytištěny ve značných množstvích.
V roce 1898 byla vydána kanadská známka s mapou světa a nápisem „XMAS 1898“ (VÁNOCE 1898) v dolní části. V roce 1937 vydalo Rakousko dvě známky pro vánoční pozdravy s růží a znamením zvěrokruhu. V roce 1939 vydala Brazílie čtyři poštovní známky se zobrazením představujícím tři krále a betlémskou hvězdu, anděly a dítě, Jižní kříž a dítě, a matku a dítě.

## Vánoční zvyky a pověry
K Vánocům se vztahují některé pranostiky například: Zelené Vánoce, bílá Velkonoc.
Štědrý večer je odedávna považován za zvláštní dobu, kdy kouzla působí silněji a kdy je prý možné nahlédnout i do budoucnosti. Některé lidové zvyky, provozované v tento den, pocházejí snad ještě z předkřesťanské doby. Etnografové popsali množství magických rituálů, jimiž se lidé snažili vyhnout dopadu zlých pověr a naklonit si na svou stranu síly ovládající věci budoucí. Ve skutečnosti tato pověrečná jednání ukazují, spíše než co jiného, nejhlubší lidské touhy, které se příliš nemění.
Kolem roku 1400 popsal sedm nejběžnějších českých lidových tradic, spojených se Štědrým večerem, benediktinský mnich Jan z Holešova. Těmito zvyky byly: půst, pohoštění a almužna, vzájemné obdarování, příprava bílého pečiva v podobě klínu či pletence (patrně vánočka), krájení ovoce, chození na koledu a kladení slámy na podlahu. Jan z Holešova si byl vědom toho, že některé popisované zvyky mají pohanský původ, avšak jejich udržování podpořil citáty z bible. Učený benediktin naopak ostře kritizoval, že někteří lidé tyto zvyklosti provozují z pohnutek, které jim „našeptal ďábel“, tj. ze ziskuchtivosti, touhy poznat budoucnost a posílit moc kouzel: „Vskutku nikdy v celém roce se neprovozuje tolik a takových kouzel jako o tomto svátku. A proč je tomu tak? Protože je to veliký svátek, proto chce také ďábel mít z něho veliký podíl. Proto vkládá lidem do mysli přesvědčení, že pro velikost tohoto svátku mají i jejich kouzla větší moc.“
Při zadělávání kynutého těsta měla hospodyně na zahradě rukama hladit ovocné stromy a volat: „Stromečku, obroď, obroď“, aby byly plodné.
Mezi křesťanské vánoční obyčeje patří bdění (vigilie) a půst, předkřesťanského původu je zřejmě věštění. Přinejmenším mezi večeří a půlnocí se hrály karty a kostky, aby hráči zjistili, jaké štěstí je čeká příští rok, jak jim půjde karta. Častým moderním zvykem je procházka před večeří. Někteří při tom pouštějí vánočního kapra do řeky ve městě, což považují za jeho záchranu, podle odborníků to však bývá rozsudek smrti.
O Štědrém večeru má mít hospodář kapsy otevřené, aby do nich napadalo štěstí, aby přišel k bohatství. Prát prádlo na Štědrý den přináší smůlu. A prádlo se rozhodně nesmí věšet, protože by se během roku mohl někdo oběsit. Zvykem bylo rozkrajovat ovoce, z něhož se věštilo zdraví či nemoc a smrt. Na Štědrý den se nesmějí čistit chlévy a stáje, pak by dobytek kulhal. Nesmí se zametat, aby z domu nebyli vymeteni duchové mrtvých, kteří v tyto dny přicházejí navštívit živé.
Po večeři se někde zapalovaly svíčky a pouštěly v lodičkách z ořechových skořápek do mísy s vodou. Rituálem bylo házení střevíce pro zjištění, zda se dívka další rok vyvdá, halekání z brázdy, třesení bezem nebo plotem a poslouchání ze které strany štěká pes. Často je zmiňován zvyk položit pod talíř minci či šupinu z ryby, tento zvyk měl udržet peníze v rodině nebo je přinést. Součástí večeře měly být luštěniny, nejčastěji lžíce vařené čočky, aby byla příští rok dobrá úroda a spousta peněz.

## Vánoční svátky ve světě

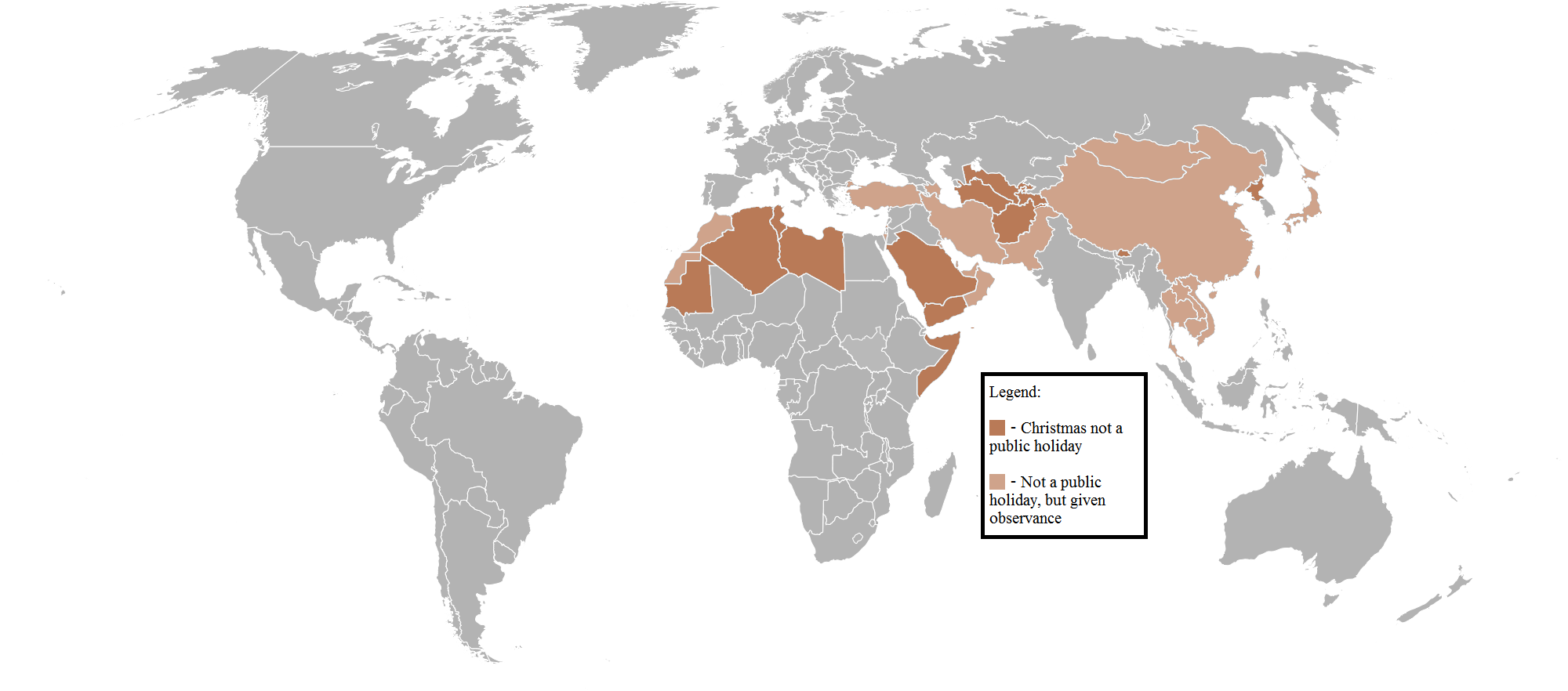
Tmavě hnědá – Vánoce nejsou veřejným svátkem. Světle hnědá – Vánoce nejsou veřejným svátkem, ale slaví se.

Vánoce se slaví v různých zemích různými způsoby, které odrážejí místní tradice a patrně zahrnují i předkřesťanské zvyky. V mnoha zemích jsou to státem uznané svátky s jedno- až třídenním pracovním volnem. Vánoce nejsou uznaným svátkem například v muslimských zemích a v Číně. Mezi země, kde se jako veřejné svátky neslaví, patří Afghánistán, Alžírsko, Ázerbájdžán, Bahrajn, Bhútán, Čína (s výjimkou Hongkongu a Macaa), Írán, Izrael, Japonsko, Jemen, Kambodža, Katar, Komory, Kuvajt, Laos, Libye, Maledivy, Maroko, Mauritánie, Mongolsko, Omán, Pákistán, Saharská arabská demokratická republika, Saúdská Arábie, Severní Korea, Somálsko, Spojené arabské emiráty, Tádžikistán, Thajsko, Tunisko, Turecko, Turkmenistán, Uzbekistán a Vietnam.
Vánoce, spolu s Velikonocemi, jsou období nejvyšší návštěvností kostelů a v mnoha zemích se na Štědrý den dávají dárky, zejména dětem. Přibližně ve stejnou dobu se slaví židovská Chanuka a afroamerická Kwanzaa.

### Vánoce v Česku
Vánoce jsou považovány za nejvýznamnější svátek v roce i pro nekřesťany, kteří jej spojují se zakončením roku a s trávením času v rodinném kruhu. Světské pojetí Vánoc často spojuje do jednoho samotné Vánoce (začínající Štědrým večerem) a jim předcházející advent; někdy v něm dokonce Vánoce krátce po Štědrém večeru končí, ačkoliv jejich církevní prožívání trvá až do prvních dní ledna.
Již před Vánocemi bývají v Česku obce a města slavnostně vyzdobena, stejně jako domy a někdy i okna a dveře domů. Svíce na adventním věnci se zapalují postupně jako v jiných zemích. Soboty a neděle tráví lidé svátečně, pokud je ovšem nemusí trávit prací. Často vycházkami do přírody nebo do města, kde navštěvují trhy, muzea, kostely, galerie a jiná hezká místa. Celé období před Vánocemi má sváteční nádech, obyvatelé uklidí a vyčistí celý dům, nakupují dárky a pečou cukroví. V předvánočním období jsou v ČR časté koncerty a děti na náměstích mají pod vedením učitelů vystoupení se zpěvem a hrami, ve školách a školkách ukázky prací s vánoční tematikou. Bývají připravovány betlémy, jesličky často se živými herci. Po Vánocích chodí děti, někdy s doprovodem dům od domu vybírat peníze na Tříkrálovou sbírku, kterou pořádá katolická charita.
Vánoce se slaví 24. (Štědrý den), 25. (Boží hod) a 26. prosince (svatý Štěpán) a předchází jim v křesťanském pojetí čtyřtýdenní advent. Všechny tři dny jsou státem uznávaným svátkem, a tedy i dnem pracovního klidu. S vánočním slavením je spojeno množství místních či národních zvyklostí. Na statku se nejdříve musel obstarat dobytek, teprve když bylo poklizeno a odzvonilo klekání, sešla se rodina u stolu. Samozřejmostí bývala i návštěva hřbitova. V českých zemích bylo ve 20. a 21. století běžné strojení vánočního stromku a dávání dárků dětem i dospělým. Důležitým zvykem je rodinná nebo společná podoba oslavy Vánoc, lidé tráví svátky společně a v dobré pohodě.
V českých zemích poprvé vánoční stromek připravil pro své přátele v roce 1812 ředitel Stavovského divadla J. K. Liebich na svém libeňském zámečku. Nový zvyk se poté začal prosazovat v bohatých pražských měšťanských rodinách a teprve později i do venkovských stavení. Rovněž bývá zvykem na Vánoce stavět jesličky neboli betlém: v Čechách se tento zvyk objevuje roku 1560 v kostele sv. Klimenta v Praze. Charakter Vánoc do značné míry ovlivňují také koledy, česká tradice koled je pak zvláště bohatá. Koledování se nezúčastňovaly děti z bohatších rodin, protože jejich rodiče jim nedovolovaly „žebrotu“. Na Tři krále děti předváděly divadelní hry na vánoční motivy, odměnou byly nejčastěji peníze.

### Anglie, Kanada, USA
V Anglii a v Severní Americe jsou Vánoce slaveny v duchu náboženské tradice, spojené s obdarováváním bližních dárky, jež jsou rozbalovány 25. prosince ráno. V domácnostech nesmí chybět vánoční stromek, v USA je též oblíbené venkovní zdobení domů vánoční výzdobou, především osvětlením.
Tradičním štědrovečerním pokrmem je nadívaný krocan, případně jiná drůbež. Podává se s pečenými bramborami, zeleninou a brusinkovou omáčkou. Tradičním dezertem je vánoční pudink. Ten se vyrábí dlouho před Vánocemi a je díky vysokému obsahu alkoholu velmi trvanlivý. Je nejčastěji vyroben z oříšků, hrozinek, rumu, vajec, strouhanky, cukru, citronů a švestek. Podává se s koňakem nebo punčem. Jelikož v USA je nadívaný krocan tradičním pokrmem též na Den díkůvzdání, bývá zde v některých oblastech u štědrovečerní večeře nahrazován jiným jídlem. Například ve Virginii se podávají ústřice, šunkové placky a nadýchané oplatky. V některých oblastech na středozápadě s původně skandinávským osídlením se podává tzv. lutefisk (speciálně upravená ryba) s tuřínem. V některých venkovských oblastech může být též podáváno maso ze soba, vačice či křepela.
Dárky v anglosaských zemích roznáší starší mužská postava jménem Santa Claus (ve Velké Británii, Austrálii a jinde též nazývaný Father Christmas, tj. Otec Vánoc), který vozí dárky na saních, v některých podáních tažených soby.

### Belgie
V Belgii, podobně jako v sousedním Nizozemsku, děti prožívají více svátek Sv. Mikuláše než Vánoce. Tehdy totiž ty hodnější dostávají dárky od Sinterklaase (ve Vlámsku) nebo Saint Nicholase (ve Valonsku). Těm zlobivějším pak hrozí, že si je odnese Černý Petr, prý do Španělska. Vánoční svátky jsou tradičně zasvěceny spíše setkávání rodin a přátel namísto rozdávání dárků. V posledních letech však i Belgie podléhá komerčním vlivům a Santa Claus obvykle pod vánoční stromek či do punčoch zavěšených u krbu něco nadělí. K tradičním vánočním jídlům patří v Belgii ryby, mořské plody a plněný krocan. Nejtypičtější pochoutkou vyhrazenou jen pro vánoční tabuli je sladké „vánoční poleno“, ve vlámštině „kerststronk“ a ve francouzštině „la bûche de Noël“. Jedná se o měkkou, pěnovitou roládu naplněnou krémem a zvenčí ozdobenou čokoládou tak, že opravdu připomíná poleno.

### Francie
První vánoční svátek ve Francii je Saint Nicholas 6. prosince (u nás Mikuláš) přičemž se po celé zemi konají průvody a děti jí perníčky ve tvaru Mikuláše. Poté nastává Advent, při kterém je ve Francii zvykem dělat obrovské vánoční trhy. 24. prosince poté děti dávají za dveře domu či bytu mrkvičku pro soby, kteří by měli přitáhnout saně s Pere Noëlem. Ráno pak děti mrkvičku zkontrolují – pokud zmizela, je to neklamné znamení, že tu byl Père Noël a přivezl nadílku. Do pokoje se dostává komínem v krbu. V některých oblastech tak děti stále dávají ke krbu 24. prosince botičky, aby jim do nich Pere Noël nadělil dárky. Ve většině rodin nechybí ani vánoční stromek. Francouzi si doslova potrpí na bohatou výzdobu a tak ani na stromcích nesmí chybět osvětlení, aby vynikly i v noci. Typickým stromkem je jedle, která je hlavní dekorací v každé rodině. Mezi tradiční pokrm patří ve Francii vánoční krůta plněná jedlými kaštany (la Dinde de Noel), která se podává s vařenou zeleninou. V některých regionech Francie najdete třeba ústřice, tučná kachní játra foie gras, uzeného lososa, palačinky (Bretaň) nebo husu (Alsasko).

### Dánsko
Lidé v Dánsku si o Vánocích zdobí dům postavičkami skřítků, kterým se říká nisser. Mohou být různě velcí, mají špičatou čepičku a jsou oblečeni do dánských národních barev (červené a bílé). Jsou to právě tito skřítci, kteří večer 24. prosince nadělují dárky. Drobné dárečky a sladkosti se zavěšují na větve vánočního stromečku. Na Štědrý den lidé často chodí zapálit svíčku na hřbitov. V některých oblastech panuje také zvyk vítání „vánočního posla“, který zaklepe na dveře a každému dá vtipný dáreček charakterizující obdarovanou osobu – poukazují na ctnost nebo vadu, např. tlouštíci dostávají špejli od jitrnice. Večer se rodina sejde u stolu, na kterém nesmí chybět husa, kachna, popřípadě vepřová pečeně s červeným zelím jako hlavní chod a dále pak opepřená treska s ředkvičkou, pivní chléb, teplá šunka, hnědé koláčky nebo horká rýže zalitá studeným mlékem. Speciálním dezertem je rýžový nákyp se zapečenou mandlí, jejíž nálezce dostane zvláštní dárek. Po večeři rodina přesune ke stromečku, kolem kterého tančí dokola, držíc se za ruce a zpívajíc koledy.

### Švédsko
Prvním vánočním svátkem je ve Švédsku 13. prosince Den sv. Lucie. Tento svátek se podobá českému Mikuláši. Mladí lidé se v převlečení za anděly a na hlavě ozdobení korunou s hořícími svíčkami vydávají nadělovat dětem cukroví. Typickou vánoční ozdobou je slaměná postavička kozla, ať už je v nadživotní velikosti nebo k zavěšení na stromeček, která se později na Tři krále hází do ohně. Hlavním chodem sváteční večeře je sušená treska s bílou omáčkou, dalším tradičním pokrmem je vörtbröt – kořeněný chléb s hřebíčky a zázvorem. Jako vánoční specialita se podávají i vařené fazole se slaninou a cibulí nebo malé klobásky, kterým se říká julkorv. Po večeři přichází nadělovat dárky přihrblý dědeček Jultomten (Vánoční muž) za pomoci skřítků Julnissarů. Je zvykem na dárky místo jména obdarovaného napsat krátký verš charakterizující danou osobu, která se má podle toho o svůj dárek sama přihlásit.

### Island
Na Islandu nosí dárky 13 skřítků. Skřítkové přicházejí postupně od 12. prosince až do Štědrého dne. Každý skřítek má své jméno, jenž je odvozeno od lumpáren, které lidem provádí: 1. Dřevonožka, 2. Rokliňák, 3. Mrňous, 4. Olizovač lžic, 5. Kastrolník,6. Vylizovač misek, 7. Dřevobuchka, 8. Milovník Skyru, 9. Zloděj klobás, 10. Šmírák, 11. Čmuchal, 12. Háček, 13. Svíčkař. Pod stromečkem nesmí jako dárek chybět knížka a nějaké oblečení, protože tady mají vánoční kočku, která na Štědrý den obchází Island a každého, kdo pod stromečkem nenajde nové oblečení, a nebo novou knížku tak odnese a sní. Jólabókaflóðið je příprava na Vánoce, kdy každý dostane do schránky zdarma katalog knížek ve kterém se objevují knižní tituly, které vyjdou před Vánoci. Po večeři se celá rodina sejde u vánočního stromečku, kde si společně rozdají dárky. Dárečky se pod strom položí ráno a na každém je uvedeno, od koho je. Den před Štědrým dnem 23. 12. na den svatého Thorláka Islanďané tradičně jedí fermentovaného rejnoka. Rejnok při své fermentaci dostane velmi nepříjemný zápach, kvůli kterému se obvykle jí venku v garáži případně v restauraci.Na Štědrý den se jí uzené jehněčí, solená vepřová žebra nebo různí divocí ptáci. K masité části večeře se přidá houbová omáčka, vařené brambory, červené zelí a dokonce i džem. Podobě jako v jiných severských zemích na vánočním stole nesmí také rýžová kaše se skořicí rozinkami a jednou mandlí na vršku. K tomu všemu na Štědrý den ještě usmaží tenký zdobený chléb, přidají spoustu druhů cukroví a vánoční večeře je hotová. 

### Norsko
V Norsku dárky nenosí Ježíšek ale koza krále Olafa II. Na Štědrý den jedí vepřové nebo skopové žebírko s vařenými brambory. Před rozbalováním dárků se kolem stromku sejde celá rodina, která v kruhu tančí a zpívá norské koledy. Podle legendy na Štědrý večer vycházejí zlé čarodějnice a hledají košťata, na kterých by se proletěly. Proto musí být všechna košťata v domě pečlivě schovaná. Zatímco košťata Norové schovávají, svou norskou vlajku milují, proto bývá hlavním prvkem na vánočních řetězech, ale i na sloupech před domem, právě vlajka.

### Polsko
V Polsku začínají Vánoce večer 24. prosince v okamžiku, kdy se na nebi objeví první hvězda. Poláci slaví svátek sv. Mikuláše 6. prosince, ale tento den Mikuláš přináší dárky jen dětem. Teprve o Štědrém večeru Mikuláš, ale častěji Dzieciątko (dítě Ježíš), Aniołek (Anděl) anebo Gwiazdor (ve Velkopolsku) nechává pod stromečkem dárky pro všechny. Odedávna zvykem jsou také jesličky v kostele, v jejichž pozadí se často místo betlémské krajiny zobrazují polská města a historické stavby. Během svátku se tradičně navštěvují tyto betlémy s celou rodinou.
Sváteční stůl nebo i podlaha se zdobí trochou slámy, která má připomínat, že se Ježíšek narodil ve chlévě. Na začátku štědrovečerní večeře se rodina a hosté dělí o oplatku. Je to symbol smíření a příležitost přát si všechno nejlepší. Zvykem je prostírat u štědrovečerní večeře jeden talíř s příborem navíc pro případného hosta. Jedná se o aluzi na židovskou tradici vyhrazení místa u pesachového stolu proroku Eliášovi. Samotná večeře se skládá z dvanácti chodů symbolizujících dvanáct měsíců v roce. Hlavním jídlem je smažený kapr nebo jiná ryba. Před tím se obvykle podává červený boršč s tzv. uszkami (taštičky s houbami, které připomínají tvarem uši), pak pierogi, tj. taštičky se zelím a houbami, a jiná postní jídla. V různých částech Polska se jedí různé vánoční pochoutky: např. pro Slezsko je typická moczka, namočený perník s rozinkami, ořechy, mandlí a sušeným ovocem, a také makůvky – rohlíky máčené ve sladkém mléce a obalované v máku. Typická je také kutia, která je části východní tradici a její základem je pšenice, med, rozinky, mandle apod. Na Vánoce se také peče perník. O půlnoci z 24. na 25. prosince se slaví v katolické církvi půlnoční mše – pasterka, která připomíná pastýře, kteří jako první navštívili Ježíše. Zpívají se také koledy.

### Itálie
V Itálii bývají hlavním symbolem Vánoc jesličky. Zpravidla ale nechybí ani ozdobený vánoční stromeček (nejčastěji jedle). Konkrétní zvyky a tradice se liší dle rodin a zejména podle jednotlivých měst a regionů. Zejména křesťanské rodiny mají jesličky doma, a na ty v životní velikosti se chodí dívat do kostelů nebo na náměstí. Rodinné betlémy se obvykle dědí z generace na generaci. Vánočním dnem je 25. prosinec. Hlavní slavnostní pokrmy o několika chodech se podávají při večeři 24. 12. nebo při obědě 25. 12., kdy se scházejí celé rodiny. Dárky se rozbalují po večeři 24. 12. (čeká se do půlnoci, kdy začne 25. prosinec) nebo druhý den ráno a leží vedle jesliček nebo pod stromečkem. Dárky jsou spojené s osobou italské obdoby Santa Clause – Babbo Natale. Po snídani jde zpravidla celá rodina do kostela. Na italské vánoční hostině nesmí chybět panettone, typická vánoční bábovka s hrozinkami a kandovaným ovocem, nebo v případě severní Itálie jednodušší pandoro. Hlavní jídla se opět liší v závislosti na tradicích daného regionu a rodin. Může být jehněčí s rozmarýnovými bramborami a artyčoky či večeře o několika chodech na bázi mořských ryb.
V Itálii se slaví ještě 6. ledna svátek Epifanie. Čarodějnice La Befana sestoupí komínem do domů, kde zanechá dětem dárky. Její velká loutka se pak na znamení konce svátků zapálí.

### Pravoslavné Vánoce

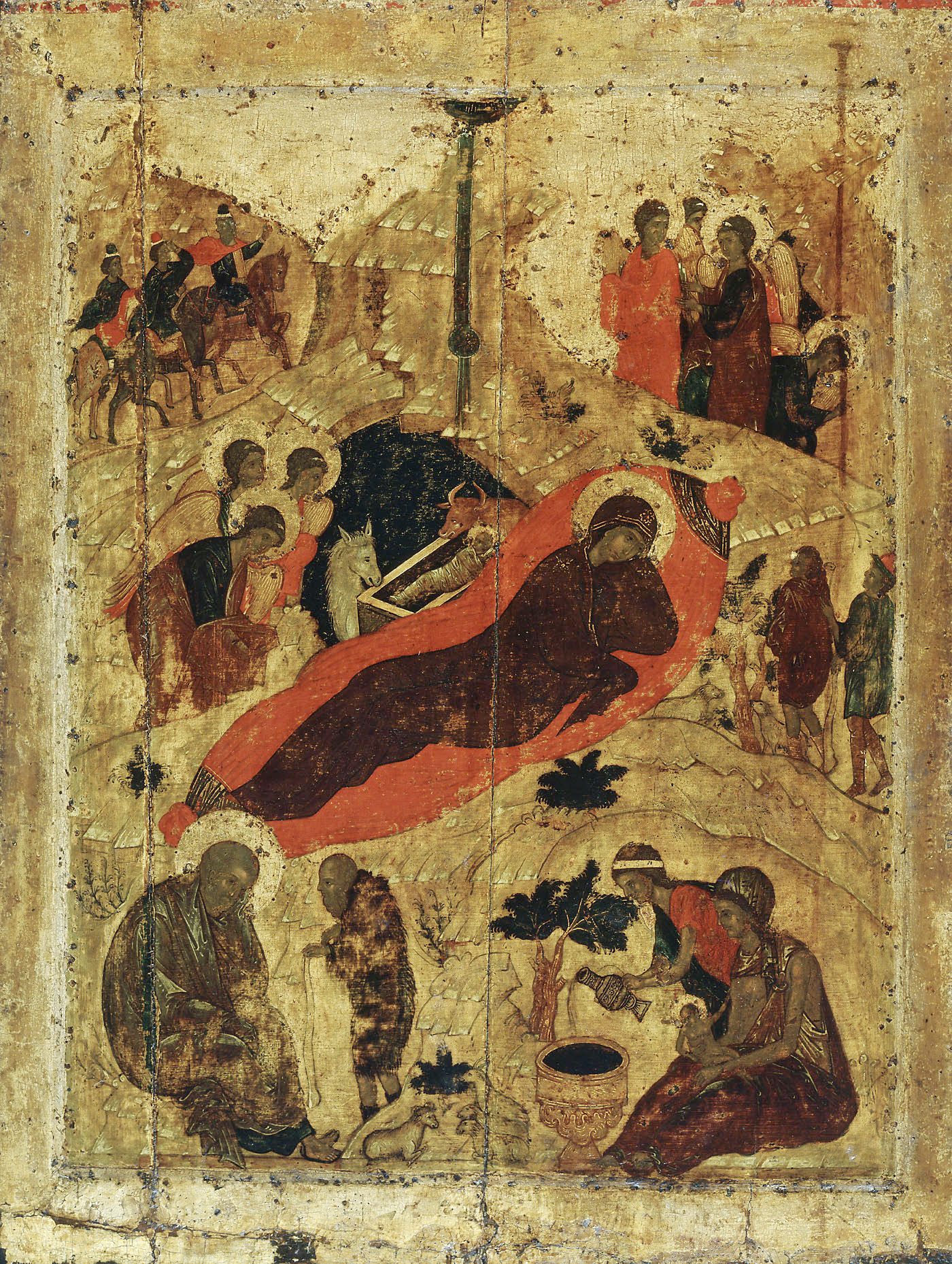
Ikona „Narození Krista“ od Andreje Rubleva, 1405

Ve východní Evropě a v některých asijských zemích, včetně Ruska, jsou slaveny především pravoslavné Vánoce. Vánoce se v pravoslaví začínají slavit až 6. a 7. ledna z důvodu posunu ve východních církvích stále používaného juliánského kalendáře o 13 dnů oproti západnímu gregoriánskému kalendáři (25. prosinec juliánského kalendáře tak spadá až na 7. leden gregoriánského).
V historii byly pravoslavné Vánoce spojeny s velkým množstvím tradic, které však upadly z velké části do zapomnění po oficiálním zákazu Vánoc v Sovětském svazu v roce 1918. V současné Ruské federaci jsou tak oslavy spojeny spíše s Novým rokem a jolkou. Ústřední nepravoslavnou (pohádkovou) postavou, která má v pravoslavných Vánocích podobnou funkcí jako v českých zemích vánoční postava Ježíšek, je novoroční Děda Mráz. Děda Mráz roznáší dárky na Nový rok. V ruských rodinách Děda Mráz „roznáší“ dárky tak, že po oslavě Silvestra 1. ledna se začínají rozbalovat společně novoroční dárky. Děti se shromáždí kolem vánočního stromku, tančí a zpívají.

### Ukrajina
Na Ukrajině většina věřících používá juliánský kalendář, proto vánoční svátky začínají až 6. ledna. To je Svatý večer (Svjatyj večir) se Svatou večeří, což je obdoba české štědrovečerní večeře. Tradičně se podává dvanáct jídel, která symbolizují dvanáct apoštolů. Hlavním jídlem je kuťa, což je bezmasý pokrm z pšenice, medu, máku a dalších ingrediencí. I další jídla jsou postní, tedy bezmasá, například lívance, houbový boršč či pirohy. Večeře často trvá několik hodin. Po večeři se koleduje.
Dne 7. ledna se slaví narození Krista (Ridzvo Christovo), 8. ledna svátek Panny Marie, 9. ledna pak svátek sv.  Štěpána (Svjatyj Stepan). 13. ledna pak přichází Štědrý večer (Ščedryj večir) s druhou, méně bohatou Svatou večeří. 14. ledna je svátek sv. Vasyľa (Svjatyj Vasyľ), což je zároveň juliánský Nový rok. Tento den se obětuje prase a pořádá se zabijačka. Vánoční svátky na Ukrajině končí 19. ledna svátkem svatého Jana Křtitele (Svjatyj Ivan Chrestyteľ), kdy se světí voda.
Vánoční stromek se obvykle zdobí již na gregoriánský Nový rok (dříve se zdobíval až odpoledne 6. ledna), kdy se také rozdávají dárky. „Novoroční“ rozdávání dárků je ovšem pozůstatek sovětských dob, nikoli ukrajinská tradice.
V roce 2023 proběhla změna kalendáře (přechod na revidovaný juliánský).

### Řecko
V Řecku se v dřívějších dobách, především v přímořských oblastech, zdobily lodě. Vánoční stromeček tam začal pronikat teprve před několika desetiletími. Mezi vánoční tradice patří například žehnání domů svěcenou vodou proti zlým skřítkům nebo dětské průvody. Děti chodí 24. prosince koledovat s triangly a bubínky ke známým a sousedům. 25. prosince se zpravidla koná jedna z nejbohatších řeckých hostin v roce. Podává se krůta s kaštanovou nádivkou, mleté maso a piniové oříšky, někdy se peče sele, jehně nebo ryby. Dárky nosí Mikuláš až na přelomu roku. Podle pověsti zachraňoval potápějící se lodě, a tak mu z vousů crčí slaná voda.

### Blízký východ
Vánoce se v islámském světě neslaví, kult všeho, co není Bohem, je zakázáno. V Saúdské Arábii nebo Somálsku jsou veřejné oslavy související s Vánocemi nezákonné. Naopak ve Spojených arabských emirátech, Kataru, nebo Turecku jsou vánoční dekorace velmi rozšířené, především v nákupních centrech, ale bez jejich vztahu k narození Ježíše. Počet křesťanů Blízkém východě klesá, starobylé komunity se stěhují jinam, hlavně kvůli občanským válkám a terorismu.

## Vánoce v umění

### Výtvarné umění
Při zobrazení Vánoc ve výtvarném umění převládá malby. Sochařské zpracování je, s výjimkou reliéfů a lidových betlémů, vzácné. Umělcem v Česku známým malbami vánočních motivů byl ještě ve 20. století Josef Lada. Jeho typická a oblíbená díla však na počátku 21. století upadla u mladé generace v zapomenutí kvůli nákladům na copyright. Mezi poměrně známé patří disneyovské vánoční postavy. Rozšířeným druhem výtvarného umění s vánočními motivy bylo lidové řezbářství, které se s ohledem na období Vánoc zaměřovalo na loutky a betlémy.

#### Narození Krista

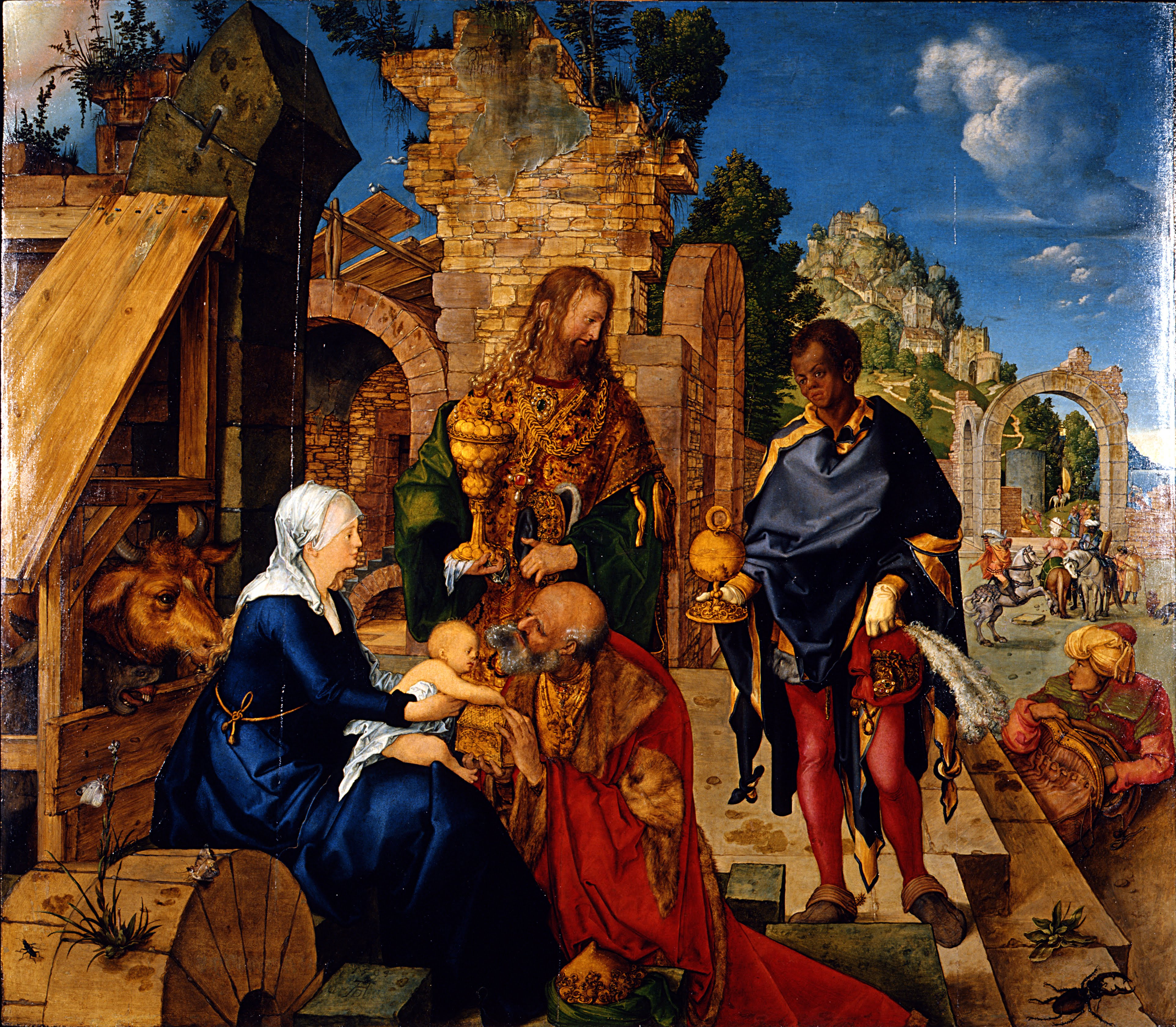
Klanění tří králů od Albrechta Dürera, 1504

Základním vánočním tématem ve výtvarném umění je Narození Krista. To bylo zobrazováno již v raněkřesťanském umění, avšak zpravidla pouze jako součást christologických cyklů. Místo narození není v biblickém textu nikterak popsáno a jedinou indicií je to, že narozený Ježíš byl položen do jeslí. Kristovo narození je proto zpravidla situováno do chléva, respektive do dřevěného přístřešku postaveného pro zvířata, který často (zvláště v pozdní gotice a rané renesanci) bývá vestavěný do trosek rozměrné antické stavby. V oblastech působení Ortodoxní církve se Kristovo narození odehrává zpravidla v jeskyni. Kromě zvířat a svaté rodiny bývají od 14. století obvyklou součástí scény narození Krista klanění pastýřů. Často jsou součástí scény také andělé, kteří buďto v pozadí výjevu zvěstují narození Spasitele, nebo jsou jako pozorovatelé přítomni samotnému betlémskému výjevu.

#### Klanění tří králů
Námětově patří k Vánocům také Klanění tří králů. Motiv hvězdy se objevuje již ve 4. století. Především ve východní církvi se objevují rozsáhlé umělecké cykly zobrazující celý legendický příběh tří králů.
Řada zobrazovaných detailů klanění králů je opět apokryfních. Bible nejenže nezmiňuje jména „králů“ (dle biblického textu má jít o mágy), ale dokonce nezná ani jejich počet, který odpovídá počtu darů a zároveň může symbolizovat tři tehdy známé světadíly (Evropa, Asie, Afrika).

#### Chronologický přehled

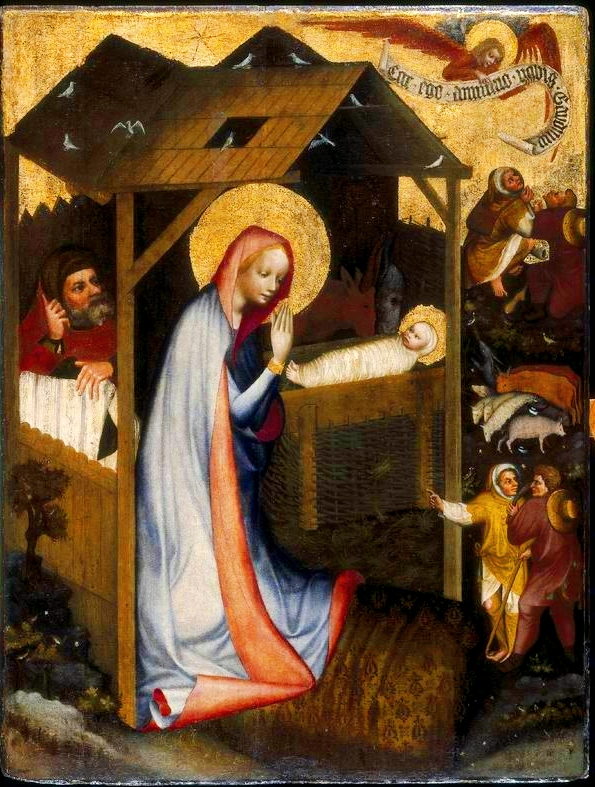
Adorace z Hluboké, kolem 1370

V českém i evropském gotickém umění byly vánoční události zpravidla zobrazovány jako součást christologických cyklů. Příkladem je například Vyšebrodský cyklus od Mistra vyšebrodského oltáře. Narození Krista v tomto cyklu obsahuje množství vedlejších ikonografických motivů, což je pro gotické umění obvyklé. Marie zde mj. líbá malého Ježíše jako poukaz na paradoxní situaci, že ji katolická teologie chápe nejen jako Kristovu matku, ale i jako symbol církve, tj. nevěstu Kristovu. V popředí výjevu je zobrazen donátor a také nezvyklý apokryfní motiv lázně.
Od druhé poloviny 14. století se často pod vlivem sílícího dobového důrazu na Krista objevuje motiv Adorace Krista, kdy se Marie malému Ježíši klaní. Příkladem je Adorace z Hluboké od Mistra třeboňského oltáře. Na obraze Klanění tří králů od Giotta di Bondone z let 1304–1306 se poprvé objevuje od té doby obvyklé zobrazení betlémské hvězdy jako komety.
V pozdní gotice a rané renesanci jsou často spojovány motivy klanění pastýřů a příjezdu tří králů. Výjevy mívají mnohafigurový komparz, bohatě a podrobně zobrazenou krajinu. Příkladem je nedokončené Klanění tří králů od Leonarda da Vinci. Na obrazech z této doby se také často objevují klečící donátoři. Na klanění tří králů mívají dokonce někdy podobu některého z králů.
Vrcholně renesanční a především barokní zobrazení směřují opět k intimitě a to i na obrazech s mnoha postavami, jako na Klanění tří králů ze Smiřic od Petra Brandla. V pobarokním sekularizujícím se prostředí se zobrazení Vánočních událostí přesouvá do sentimentální polohy lidového umění, například vyřezávaných betlémů, obsahujících často i stovky figurek, zobrazení řady periferních a zcela anachronických motivů, dějů. Výjimkou přitom nejsou pohyblivé betlémy především z konce 19. století.
Ve „vysokém“ umění se objevují spíše výjimečně. V 19. století například v díle nazarénů, ve 20. století pak v grafikách některých katolicky orientovaných tvůrců, v Čechách například Bohuslava Reynka.

#### Česko
Téma Vánoc se objevuje především v literatuře z doby národního obrození. Autoři tak šířili české povědomí, kulturu a tradice. Popis Vánoc či vánoční tematiku nalezneme v poezii i próze. Součástí sbírky Kytice (1853) od Karla Jaromíra Erbena je i balada Štědrý den. Dvě dívky se na Štědrý den vydají k jezeru, aby zde podle staré pověry ve vodách jezera spatřily budoucnost. Jedna uvidí svatbu, druhá smrt. Obé se do roka vyplní. Jan Neruda je autorem básní Romance štědrovečerní (Balady a romance, 1883) a Ukolébavka vánoční (Zpěvy páteční, 1896). Známou báseň Vánoce (Co život dal, 1883) napsal Jaroslav Vrchlický během jednoho ze svých pobytů v Čisté u Rakovníka. Vánoce a vánoční zvyky na českém venkově líčí i Božena Němcová ve své Babičce (1855). Vánoce kupeckého učně v rodině městského obchodníka popisuje Ignát Herrmann ve své povídce Tobiáškův Štědrý den. Bratři Mrštíkové věnovali Vánocům kapitolu ve svém díle Rok na vsi (1903–1904). Popisují zde Vánoce na Slovácku na přelomu 19. a 20. století.
S ohledem na tradice spojené se slavením jsou vydávány knihy s tematikou koled (např. kniha Vánoční koledy s nahrávkami a notovým zápisem), vaření vánočních pokrmů (např. kniha Nejchutnější vánoční cukroví) nebo zdobení interiérů (Vánoční inspirace, autor Markéta Lukášová). Mezi zdařilé jsou prodejci v 21. století zařazována díla jako „Velká kniha o Vánocích“ Lucie Kochové nebo „Česká vánoční kniha“ Michaely Zindelové.

### Televize a film
Vánoční a předvánoční období je v USA i ve světě jedním z období, kdy se v kinech konají premiéry vysokorozpočtových filmů. Tvůrci si od období svátků slibují větší zisky a vzhledem k blízkosti konce roku i větší naději v boji o nominace na filmovou cenu Oscar.
Existuje mnoho filmů s vánoční tematikou. Příběh A Christmas Carol od Charlese Dickense se dočkal hned několika filmových adaptací. V polovině 20. století si velkou popularitu získal film Zázrak v New Yorku (1947). V 90. letech byly populární filmové komedie Sám doma (1990) a Sám doma 2: Ztracen v New Yorku (1992).
V televizi se na Vánoce tradičně vysílají pohádky, komedie či show s vánoční tematikou.

### Pohádky
V Česku patří k nejoblíbenějším vánočním pořadům výpravné filmové pohádky, z klasických například Pyšná princezna (1952), Princezna se zlatou hvězdou (1959), Tři oříšky pro Popelku (1973) či ruský Mrazík (1964), z modernějších pak třeba Nesmrtelná teta (1993), Princezna ze mlejna (1994), Princezna ze mlejna 2 (2000) či Anděl Páně (2005). Celosvětově mezi zdařilé počiny v tomto směru patří televizní zpracování novely Charlese Dickense A Christmas Carol s názvem Duch Vánoc (1984), veršovaný Grinch (2000) s Jimem Carreym, animovaný Polární expres (2004) nebo Otec prasátek (2006). Mezi dětmi je v druhé dekádě 21. století velmi oblíbený animovaný film Ledové království (2013).

### Seriály
17. prosince 1989 vznikl první díl řádných dvacetiminutových epizod seriálu Simpsonovi, který nese název Vánoce u Simpsonových. Vánoce jsou oblíbeným tématem sitcomů. Například v roce 1989 vznikl vánoční speciál sitcomu Ženatý se závazky – It's A Bundyful Life (dvoudílná epizoda).

### Komedie
Vánoce jsou nakloněny ztřeštěným taškařicím s mnoha veselými nedorozuměními. Některé komedie s vánoční tematikou jsou oprávněně řazeny mezi horory. Mezi propagované vánoční komedie patří tematická řada Sám doma (pět filmů, 1990–2012), ale i Strašidelné Vánoce (1988), Vánoční prázdniny (1989), Rolničky, kam se podíváš (1996), Tehdy o Vánocích (2000), Santa je úchyl! (2003), Ukradené Vánoce (2003), Láska nebeská (2003), Vánoce naruby (2004), Každý den jsou Vánoce (2006), Vezmeš si mě? (2008), Čtvery Vánoce (2008), Velká vánoční jízda (2011).
Do žánru fantasy spadá filmové zpracování románu Terryho Pratchetta Otec prasátek (2006).
U animovaných filmů pro děti jsou v posledních letech oblíbené vánoční speciály známých sérií jako Shrekovy Vánoce (2007), Doba ledová: Mamutí Vánoce (2011) či Šmoulokoleda (2011).

### Horory
Horory na vánoční téma jsou výrazné mísením očekáváním sladkostí a klidu s příběhem plným brutálního násilím a lekačkami. Krev na sněhu esteticky vyniká výrazným kontrastem. Kritici však tvrdí, že kombinování hororu a Vánoc jednoduše komerčně většinou nefunguje. Mnohé vánoční horory se pokouší kombinovat ve vánočním aranžmá komedii a strašidelný příběh.
Do téta kategorie patří filmy jako Černé Vánoce (1974 a remake z roku 2006), Vánoční zlo (1980), Gremlins (1984), Krvavé Vánoce (1984), Silent Night, Deadly Night (1984), Vánoční teror (1989), Santa Claws (1996), Jack Frost (1998), Ďábelský Santa (2005), P2 (2007), Vzácný export (2010), Mrtvoly přicházejí (2011) a další.

### Romantické
Romantika Vánoc podtrhuje happyendy a pomáhá vytvořit tu správnou atmosféru pro zamilované, jako ve filmech Láska nebeská (2003), Max, Katrin a Vánoce se psem (2004) nebo Bláznivé Vánoce (2005).

## Ekonomika
Vánoce jsou každoročním vrcholem prodejního období pro většinu maloobchodníků v mnoha zemích po celém světě. Prodej se dramaticky zvýší, protože lidé nakupují dárky, dekorace a zásoby k oslavám. Například v USA „vánoční nákupní sezóna“ začíná již v říjnu.
V České republice vzrostl podle dostupných údajů objem objednávek internetových obchodů (proti běžným měsícům roku) v říjnu 2011 při vánočním prodeji o desítky procent, v listopadu 2011 asi o 300 % a v prosinci o 600 %. Naproti tomu v roce 2014 byl v listopadu tento nárůst skokově 43 % a září a říjen byly podprůměrné. V roce 2011 Češi utratili za vánoční dárky 15 miliard korun. Průzkum společnosti Era odhadoval, že česká domácnost utratí za dárky v roce 2012 v průměru kolem pěti tisíc korun a průměrná cena dárku dosahuje téměř devět set korun.

## Kontroverze
Vánoce byly během času předmětem diskusí a útoků z různých zdrojů. Zákaz slavení Vánoc puritány v 17. století v Anglii, Skotsku a anglických koloniích byl veden snahou odstranit zbývající pohanské prvky Vánoc. Zákaz vánočních dekorací radními města Oxford na počátku 21. století a rozhodnutí přejmenovat Vánoce na 'Winter Light Festival' (Svátek zimních světel) bylo vedeno snahou o politickou korektnost a přesné dodržování zákonů.
Školy v Evropě i USA byly terčem protestů, když byly zveřejněny informace (ať už jen podezření či skutečnost), že zakazují zpívat a hrát oblíbené koledy, kvůli jejich náboženskému podtextu.
Iniciativa vegetariánů a veganů „Vánoce bez násilí“ pořádá v Česku každoročně akce směřované proti chovu kaprů (jakož i jiných zvířat) pro vánoční večeři. Projekt „Zachraňte Ježíška“ vznikl jako reakce na využívání „nečeských“ vánočních symbolů v kampaních, které jsou cílené především na děti.

## Vánoční legendy

### Vánoční příměří
Během první světové války se vojáci bojujících stran setkávali a společně slavili Vánoce, či dokonce někde sehráli vánoční fotbalové utkání. Vojáci si vyměňovali dary, někdy i adresy, a pili. Často příměří začalo žádostí o možnost pohřbít mrtvé kamarády. Tento příběh je někdy upravován jako dramatické vyprávění v krátkých literárních dílech.

### Betlémská hvězda
Betlémská hvězda, popisovaná v Matoušově evangeliu, je někdy považována za kometu. Avšak mohlo by jít i o novou hvězdu (novu či supernovu). Konjunkcím planet již dříve byl přikládán velký význam i mezi laiky a je jistá možnost, že krátkodobá konjunkce planet mohla být také jevem, který upoutal pozornost vědců té doby. Možnost, že by šlo o velmi vzácnou konjunkci planet, jenž byla později mylně interpretována, patří k oblíbeným, ačkoliv ostatní možnosti, o jaký úkaz na nebi vlastně šlo, rovněž nelze vyloučit.
Kometa zobrazovaná na lidových betlémech byla vytvářena až podle Halleyovy komety, po roce 1301. Odborníci však nemohou vyloučit, že mohla v době Kristova narození být na noční obloze viditelná jiná kometa. Tuto teorii zastává například A. A. Borett (1983). Možnost, že by v té době byla viditelná nová hvězda, v moderní astronomické terminologii buď nova nebo supernova, je považována za pravděpodobnější. Zastáncem této možnosti je například A. J. Morehouse (1978).
Řada astronomů podporuje názor Johanna Keplera, že šlo spíše o konjunkci planet. Význam tomuto úkazu připisuje astrologie, která byla v dřívější době s astronomií nerozlučně spjata. Mudrci od východu tedy mohli být astrology, kteří vykládali ze „znamení na nebi“ věštby. Konjunkce je mohla zavést do Betléma. Podle Keplera došlo dokonce v roce 7 před naším letopočtem k trojnásobné konjunkci planet Jupiteru a Saturnu v souhvězdí Ryb. To potvrzují i moderní výpočty. K úhlovému přiblížení Jupiteru a Saturnu došlo 29. května, 30. září a 5. prosince téhož roku. Podle těchto výpočtů šlo o neobyčejně nápadný úkaz.
Na základě této teorie by se Kristus jako osoba narodil koncem léta či na podzim roku 7 před naším letopočtem. Jinou verzi konjunkce jako betlémské hvězdy uvádí R. W. Sinnott.

## Statistiky
Podle průzkumu GfK České Vánoce ve statistice umělý vánoční strom v roce 2014 preferovalo 36 % Čechů, 2 % obyvatel ČR vánoční strom vůbec nemá. Na stole k sváteční večeři mělo bramborový salát 89 % obyvatel ČR a kapra 67 %. Podle průzkumů tráví 94 % Čechů Štědrý večer doma. 
Z Vánočních zvyků téměř třetina Čechů udržuje tradici půstu na Štědrý den. Téměř třetina Čechů se přitom také hlásí k nějakému směru křesťanské víry a navštíví vánoční mši v kostele, ačkoliv krátce po dlouholetém potlačování komunistickým režimem v roce 1995 se ke křesťanské víře hlásilo 39 % obyvatel. V roce 2014 byl statistiky zaznamenán další pokles a rovněž se zvýšil počet obyvatel, kteří tvrdí že v Boha určitě nevěří na 42 %. Přesto je návštěva kostela vánočním zvykem i v necelé třetině rodin kde spíše v Boha nevěří.
Vánoční jmelí má doma a tradici s kapří šupinou pod talířem přiznává více než polovina obyvatel ČR. Jmelí věší častěji ženy. Vánoční cukroví peče 61 % obyvatel.
Více než 40 % obyvatel lze podle průzkumu považovat za pověrčivé. Tyto osoby nevěší 24. prosince prádlo, nechodí do hospody a nehrají karty. Vánoční zvyky jsou častěji praktikovány v rodinách s dětmi. U 70 % obyvatel se podle průzkumu rodina svolává zvonečkem, aby nalezli a rozbalovali dárky pod stromkem. Více než polovina žen a asi třetina mužů zpívá u stromečku koledy. Tradice házení střevícem přes hlavu a lití olova, které jsou spojeny s pověrou věštění ženicha, jsou praktikovány nejméně.
Podle statistických přehledů dat na síti Facebook a Twitter v ČR je vidět v objemu přenášených dat na Štědrý den silný pokles mezi denní špičkou, která nastává kolem 14. hodiny, až zhruba do 18. hodiny. Objem přenášených dat poté opět vzrůstá, se špičkou mezi 20. a 21. hodinou, a výrazněji klesá až kolem půlnoci. Po 18. hodině také silně narůstá objem dat, která se týkají online her a internetového telefonování. Celkový objem přenesených dat na Štědrý den je zhruba o čtvrtinu nižší než o běžném víkendu. Na Silvestra objem přenesených dat postupně klesá od 18. hodiny s výrazným propadem objemu přenesených dat okolo půlnoci. Celkový objem přenesených dat na Silvestra je zhruba o 15 procent nižší oproti běžnému víkendu.
Trend rozložení sebevražd podle měsíců platil za roky 2006–2010 stejně pro muže i ženy, nejnižší počet sebevražd byl v prosinci. Během Štědrého večera a 25. prosince je počet dlouhodobě podprůměrný, téměř poloviční oproti jiným dnům. Naopak na Silvestra (31. prosince) se počet sebevražd zvýšil v uvedených letech nejméně o polovinu oproti běžnému dennímu průměru. Již první dny nového roku jsou ale páchány sebevraždy zcela v statistických hranicích běžného denního průměru.
Obyvatelé ČR si na Vánoce půjčují průměrně 7 300 korun, zpravidla půjčkou u nebankovní instituce. Tyto půjčky stahují někdy obyvatele do dluhové pasti a zaplatí někdy věřiteli násobně více, než činí půjčená částka. V ČR za Štědrý den 2011 hasiči evidovali 54 požárů, část z nich pravidelně způsobují svíčky.
V roce 2012 mělo na horách, podle odhadů Asociace českých cestovních kanceláří a agentur, strávit Vánoce přes 200 000 lidí, přičemž do zahraničí mělo odcestovat asi 100 000 lidí. V ČR mělo strávit Vánoce 2012 asi 180 tisíc turistů.
Praha za posledních čtyřicet let zaznamenala bílé Vánoce devětkrát, v ČR jsou většinou Vánoce „na blátě“. Z velkých měst zažila Praha bílé Vánoce naposledy v roce 2010. Tehdy šlo o sněhově mimořádnou zimu, a i na Štědrý den leželo na zemi kolem 10 cm sněhu. Brno mělo naposledy v roce 2016 na Štědrý den 4 cm sněhu. Ostrava je na tom v poslední době o Vánocích sněhově nejhůře, ačkoliv je tu zimní klima nejstudenější z největších českých měst. Poslední poprašek přes Vánoce zaznamenala v roce 2011.